# Котайк
Кота́йк (вірм. Կոտայք) — марз (область) у центральній частині Вірменії. Єдиний марз, який не має міждержавного кордону з жодною державою-сусідкою Вірменії. Водночас Котайк є одним із чотирьох марзів, які безпосередньо примикають до столиці країни Єревану.
До осибливостей рельєфу марзу входять Котайкське нагір'я, басейн річки Мармарік, верхня і середня частини сточища річки Раздан, західні схили Гегамського пасма тощо. Межує зі столицею на південному заході, марзами Арагацотн із заходу, Лорі з півночі, Тавуш з північного сходу, Гегаркунік зі сходу та Арарат відповідно з півдня.
Адміністративний центр марзу — місто Раздан, яке є також найбільшим в області. Котайкський марз займає площу 2089 км² (8-ме місце серед марзів Вірменії). За даними 2011 року населення області становило 254 397 осіб.
Західна частина Котайка за античної доби входила до Айраратського ашхару королівства Великої Вірменії, а східна частина входила до складу ашхару Мазаз. Нинішня адміністративно-територіальна одиниця утворилася 1995 року внаслідок об'єднання Абовянського, Разданського і Наїрійського районів колишньої Вірменської РСР. У радянські роки Котайківщина мала розвинуте машинобудування і верстатобудування, які наразі майже занепали.
Котайкський марз є одним з найбільших економічних осередків сучасної республіки. У Раздані досі працюють теплова і гідроелектростанції, які задовольняють частину енергетичних потреб Вірменії. Велика частина золотого запасу країни зберігається в поселенні Меградзор на лівому березі річки Мармарік. Місто Цагкадзор є центром гірськолижного спорту і відпочинку у Вірменії, який має важливе туристичне значення. Спадщина області також багата на пам'ятки історії і культури. Її перлиною є язичницький храм Гарні, збудований Ⅰ століття та який вважається одним із самобутніх зразків дохристиянського вірменського зодчества, збережених до наших днів. Примітними також є фортеця Бджні, побудована Григором Магістросом Пахлавуні, а також середньовічний монастирський комплекс Кечаріс і Гегардаванк, де зберігався знаменитий гегард (вірм. գեղարդ, тобто «спис»), яким римський солдат проткнув бік розпятому Ісусу Христу.
Інші міста — Єгвард, Нор Ачін, Абовян, Бюрегаван, Чаренцаван.

## Походження назви
За загальноприйнятим тлумаченням, назва Котайк пов'язана з ім'ям Хосрова Ⅲ Котака, аршакідського царя Великої Вірменії, що володарював у Ⅳ столітті до нашої ери. Проте деякі інші джерела свідчать, що назва стародавньої місцевості зовсім не пов'язана з Хосровом Ⅲ-м, «онуком Хосрова Великого, сина хороброго і могутнього царя Трдата», і може мати етнічне походження.
Припускається, що назва Котайк пов'язана з однойменною назвою давнього племені. Назва місцевості ототожнюється з назвою землі Етун в урартських клинописах. Фіололог й історик Алішан Гевонд вважав можливим, що провінція Котакене, про яку згадує відомий давньогрецький географ Клавдій Птолемей, і є власне Котайком.
Також дехто вважає, що ім'я Котайк пов'язане з ім'ям місцевого князя, який жив у середньовічній Вірменії, а інші — з назвою села Кентрон (сучасне Гетамедж) у Котайкському марзі, або ж із назвою села Кот чи Котакар історичного гавару Гегаркунік ашхару Сюнік.
Відомості про Котайк збереглися в «Ашхарацуйц» Ананію Ширакаці та у працях інших літописців. Першим згадує Котайк у вірменських літописах Себеос (Ⅶ ст.). Арабський історик Баладзор записисав Котайк під назвою Куйта, а вірменський історик ⅩⅧ століття Мікаел Чамчян називає місцевість Хата (вірм. Խատա) або Хатайоц (вірм. Խատայոց).

## Історія

### Стародавня доба
За часів Великовірменського царства західна частина Котайка входила до ашхару (провінції) Айрарат, а східна частина — до ашхару Мазаз. Відомості про котайкські землі збереглися у картографічному творі «Ашхарацуйц» Ⅶ ст., у працях вірменських літописців Себеоса, Товми Арцруні, Асогіка, Кіракоса Гандзакеці, Степаноса Орбеляна та Закарії Канакерці, у різних старовірменських рукописах і записах тощо. Численні пам'ятки про Котайк є свідченнями його минулого історико-культурного життя. Також відомим дослідником давньої Вірменії був середньовічний історик Мовсесом Хоренаці, якого називають «батьком вірменської історіографії».
Згідно давнім записам, нинішні землі Котайка були заселені тисячі років тому. Околицями міста Раздан було знайдено могили Ⅱ–Ⅰ тисячоліття до н. е., а також рештки караван-сараю ⅩⅢ ст. до н. е. За стародавніх часів урарти, що проживали також землями Котайкського марзу і в прилеглих краях, змогли об'єднати місцеві племена і створити Ванське царство, відоміше як Урарту, до складу якого входить і місцевість сучасного Котайка. Згідно з тими ж урартськими написами, нинішні межі області входили до володінь великого племінного союзу Етіуні, з яким часто воювали урарту. В околицях міста Абовян знайдено клинописний напис урартського царя Аргішті Ⅰ (Ⅷ ст. до н. е.). У південній частині міста знаходиться кіклопічна кладка, городище і гробниці Ⅱ–Ⅰ тисячоліття до н. е.
Землі марзу Котайк були одним з головних осередків язичництва стародавніх вірмен. Тут знаходиться єдина язичницька споруда, що збереглася на теренах Вірменії, — храм Гарні в елліністичному стилі. В одному рукописі ⅩⅣ століття роком заснування котайкського міста-фортеці Дастакерт вказується 2166 рік до нашої ери.

### Середньовіччя

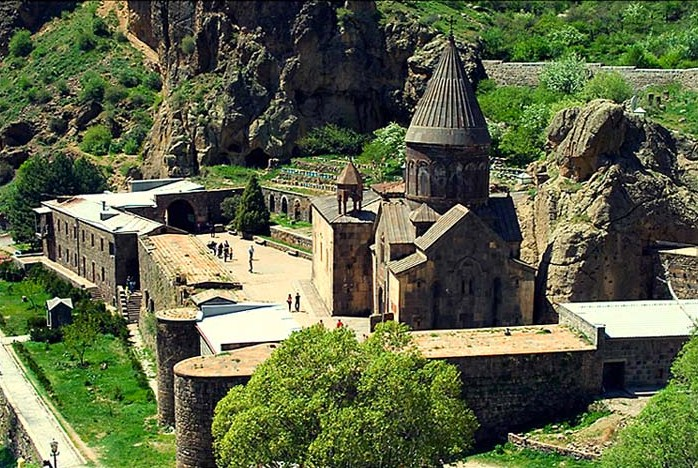
Гегардський монастир

У ранньому середньовіччі (Ⅲ–Ⅴ ст. н. е.) ці землі належали роду Варажнуні, який управляв маєтками вірменського царя. У Ⅴ столітті долина опинилася під владою могутнього вірменського роду Камсаракан, що походив від одного з 7-ми виликих домів Парфії, Карен-Пехлавуні. 1033 року Григор Магістрос, нащадок роду Камсаракан, родоначальник Пахлавуні, наказав побудувати в селі Цагкадзор церкву, яку було названо на честь вірменського святого Григорія Просвітителя. Так було засновано монастирський комплекс Кечаріс.
За часів Аршакунів Котайк належав вірменському двору, а в Ⅴ–Ⅶ століттях, за деякими даними, міністерському дому князів Аматуні. Область Котайк була предметом ворожнечі між домом Аматуні і вірменським князем Григором Маміконяном. Відповідно до записів вірменського католікоса та історика Ованеса Драсханакерці, село Арамус було обителлю вірменських католікосів. У Ⅸ–Ⅹ століттях входила до Багратидського царства, а наприкінці Ⅹ століття перейшла до роду Пахлавуні. Пізніше, у Ⅻ–ⅩⅢ століттях, край перебував під владою Закаридів і належала Івану Ⅰ Закаряну, а також підлеглим йому вірменським князям. У ⅩⅢ–ⅩⅤ ст. частина землі перейшла до Прошянів та Хагбакянів. 1253 року, під час панування турків-сельджуків і татаро-монголів, великий хан Мунке подарував частину земель нинішнього марзу князю Смбату Орбеляну.

### Новий і новітній часи
Серед пізніших власників краю були племена огузів Ак-Коюнлу, туркменів Кара-Коюнлу, Сефевідський Іран, а в середині ⅩⅧ століття Котайк входив до Єреванського ханства, де було утворено махали Карбі-Басарі та Кирх-Булаг. 1605 року цей край зазнав насильницької депортації, здійсненої шахом Аббасом Ⅰ, внаслідок чого місцеві вірмени були змушені покинути свою домівку, багато хто помер.
10 лютого 1828 року скінчилася Російсько-перська війна перемогою росіян. Між сторонами було підписано Туркманчайський мирний договір, за яким каджарська Персія підтверджувала всі умови Гюлістанського договору, а також перехід до царської Росії Еріванського і Нахічеванського ханств.
У 1828–1829 роках, після встановлення російського панування у Східній Вірменії, Кутайк увійшов до складу Вірменської області. 10 квітня 1840 року шляхом об'єднання Грузинської губернії, Вірменської та Імеретинської областей утворено Грузино-Імеретинську губернію. 9 червня 1849 року розпущено попереднє утворення та котайкські землі ввійшли до Еріванської губернії. Край було розподілено між Еріванським, Ечміадзинським і Нор-Баязетським повітами. Населення займалося переважно землеробством, тваринництвом, садівництвом. Промислових міст в області не було. Села були невеликі й невпорядковані.

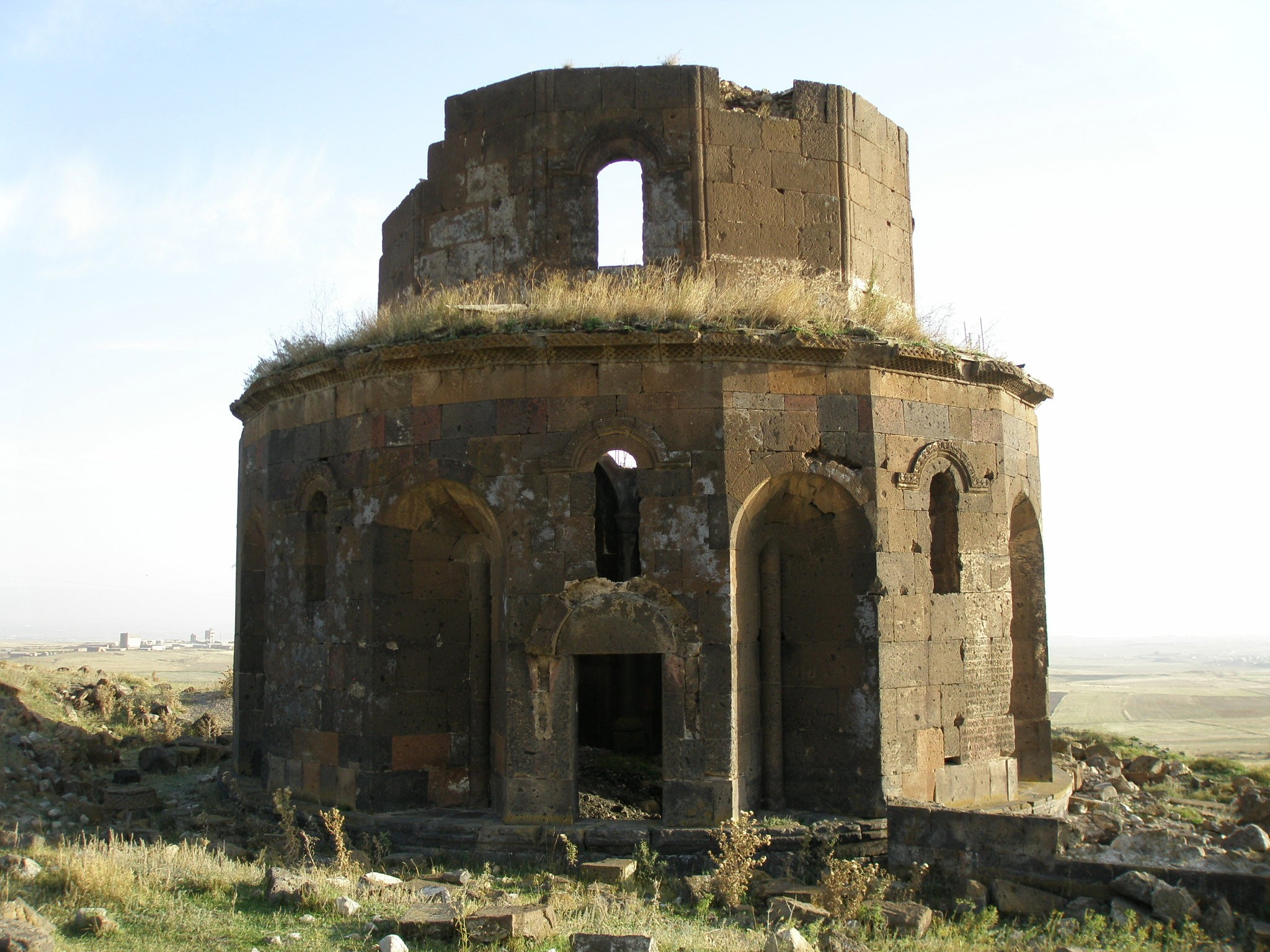
Руїни Зораворської церкви в Зоравані

До Жовтневого перевороту першими розповсюджувачами марксистських ідей у Котайці були окремі більшовицькі діячі, які працювали на підприємствах у Баку, Тбілісі та Єревані, а також котайські учні Єреванського єпархіального училища, яке входило до більшовицької спілки «Спартак» (вірм. Սպարտակ). 1918 року вірменський народ спробував установити власну суверенну державу під назвою Демократична Республіка Вірменія, але зрештою вона не витримала натиску османів та більшовиків з двох сторін. Із придушенням антикомуністичного Лютневого повстання у Вірменії та остаточним встановлення більшовицького режиму, 1921 року, відбулися перші збори членів компартії Котайку.
На 1 січня 1973 року в Котайці діяло 117 партійних спілок, у котрих діяли 2997 комуністів. У проміжку 1921–1971 років відбулося 36 зборів обласної парторганізації. Перший комсомол цими землями було впроваджено у грудні 1920 року в селі Канакер (нині — східна частина Єревану, район Канакер-Зейтун). Наприкінці липня 1921 року відбулася перша нарада, яка обрала обласний комітет. Натоді організація мала 320 членів. На 1 січня 1972 року в Котайці комсомольський рух нараховував 6729 учасників. Котайк був одним з відсталих сільськогосподарських районів Вірменії. 1700 сімей переселенців були буквально знедолені і бездомні. 1922 року з'їзд безпартійних громадян вирішив самотужки побороти голод в селах, не дочекавашись допомоги уряду. Тоді близько 95 % населення області було ще неписьменним. В усіх селах було відкрито пункти усунення неписьменності та розпочалося впровадження доступної початкової освіти, відкриваючи задля цього відповідні школи. 1926 року в Канакері відкрито семирічну школу, а в Єлговані — колегію. 1925 року вже було 24 школи, в котрих навчалося 2684 учні.

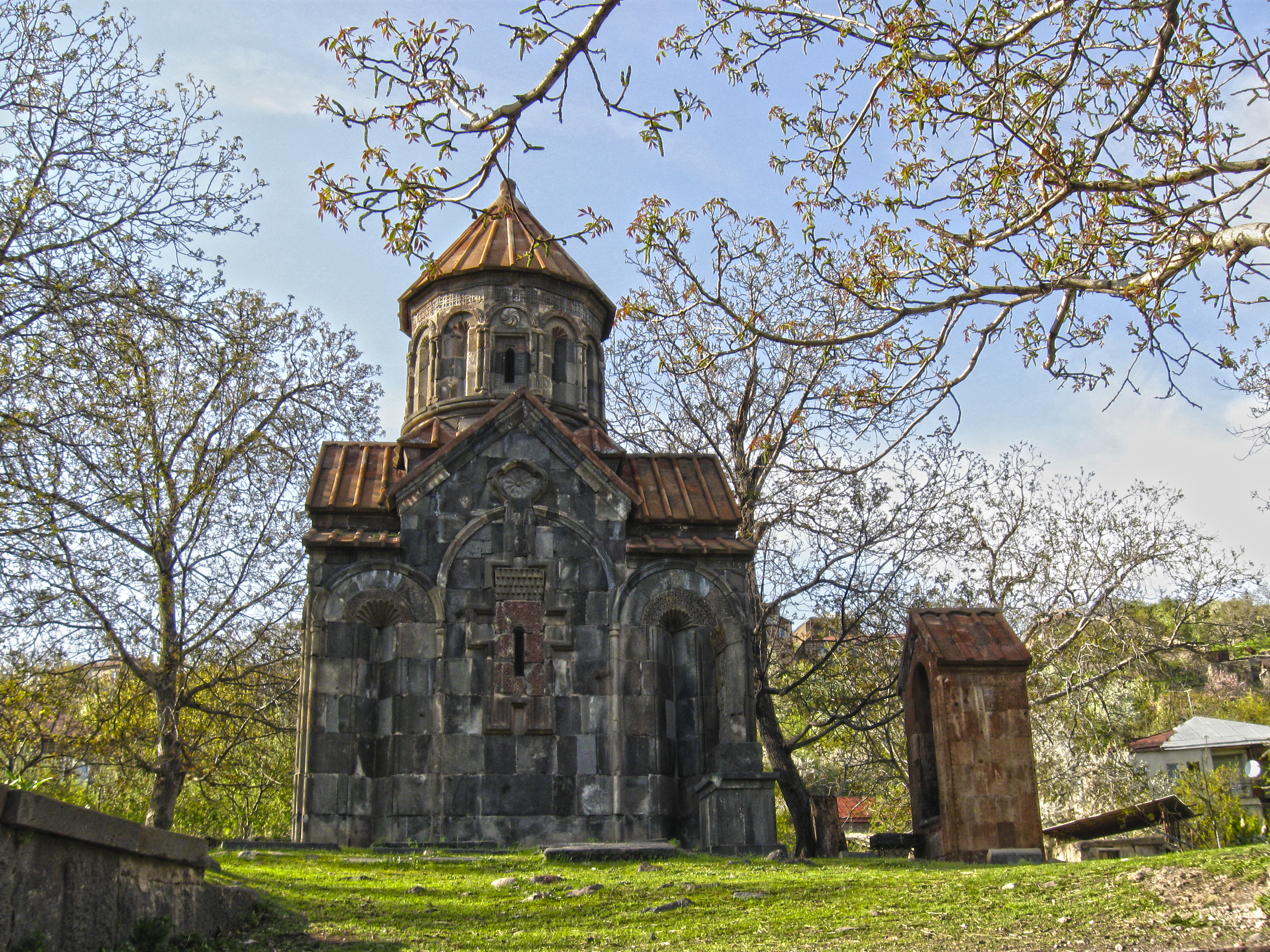
Церква Маштоц-Айрапет

1922 року на колишніх солонцах у селі Дзаг було створено господарство імені М'яснікяна. Вирощені тут сорти тютюну, яблук й огірків згодом поширилися іншими селами області. Перші колгоспи в Котайці було закладено 1928 року в Єлговані (нині село Котайк) та Чатграні (нині Гехашен). Кожен з них поєднував 12 домогосподарств. На початку 1930 року колгоспи впроваджено ще в 24 селах. 1934 року колгоспи гуртували 3514 сімей, 1935 року — 5408 сімей. 1936 року колгоспами було охоплено вже 95 % населення області. 1934 року створено машинно-тракторну станцію, яка обслуговувала 26 господарств. Пізніше ще одну таку станцію було створено у Джрвежі.
Перше промислове підприємство Котайка, завод мінеральної води «Арзні», збудовано 1927 року. 1928 року тут побудовано перший у Вірменії санаторій. Під керівництвом партійної організації області робітники брали активну участь у будівництві Канакерської ГЕС, зокрема її каналу й водосховища. Котайкські робітники також брали участь у будівництві залізниці Єреван—Агстафа, яке розпочалося у 1930-х роках та тривало у 1950-х роках.
У роки Другої світової війни населення Котайківщини внесло свій вклад у боротьбу проти військ країн Осі. 1941 року на фронт пішло 54,7 % комуністів області (407 чоловік). У 1941–1945 роках до лав Радянських Збройних Сил було призвано 7350 чоловік населення області. Орденами і медалями СРСР нагороджено 4735 уродженців. Двом із них, Гранту Бабаяну та Сергію Сархошеву, присвоєно звання Героя Радянського Союзу, а Іван Мірзоєв став кавалером третього ступеня Ордена слави. У роки великої війни працівники Котайка виконали велику роботу в тилу, забезпечивши колгоспне виробництво і доставку продовольства державі в умовах великої нестачі робочої сили. Було викопано Гарнійський канал, який зрошував 800 га землі водами річки Азат. 1945 року було введено в експлуатацію Гарнійську теплоелектростанцію, а потім запустили Канакерську ГЕС.

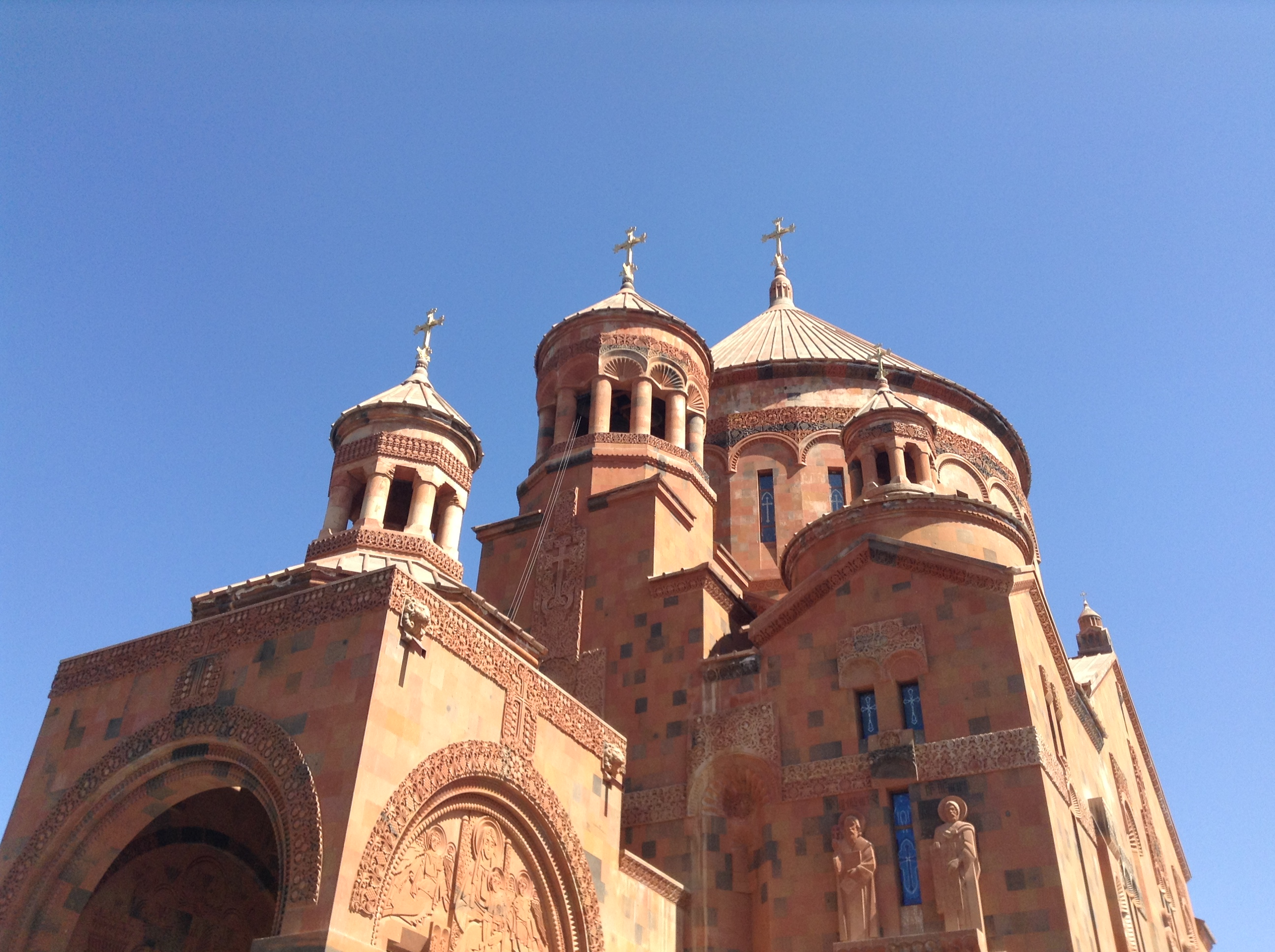
Церква Св. Ованеса в Абовяні

У повоєнні часи в устрої котайкської економіки відбулися значні зміни: частка обласної промисловості у загальному співвідношенні економіки зросла до безпрецедентних розмірів, а також було побудовано й запущено 12 великих промислових підприємств. Поруч із цими підприємствами в області з'явилися нові населені пункти: поселення міського типу Нор-Хачн та Арзні. 1958 року колишні районні центри, се́ла Канакер і Аван, було приєднано до Єревану, а в селах Гарні, Гогт, Кюллуджа, Абовян і Канакераван (нове селище, будівництво якого розпочато 1960 року) було створено спеціалізовані радгоспи. На основі колишніх колгоспів і селищ створені Абовянська тютюнова дослідна станція, Балаховтське учбово-дослідне господарство Зооветеринарного інституту, Арінджінське садівниче господарство, Абовянський лісгосп, а також радгоспи Джрвеж, Дзорагбюр, Вогджаберд, Птгні, Джрабер, Ацаван, Абовянське тепличне господарство тощо. Великого значення для спеціалізації котайського землеробства та підвищення врожайності оброблюваних земель мало будівництво Котайського каналу, першу чергу якого було завершено 1958 року. 1970 року площа зрошуваних земель становила близько 10 тис. га (порівняно 1940 року — 4936 га). Пасовища Гегамського хребта площею близько 1000 га зрошуються каналом із кратерного озера Акна.
1995 року, після розпаду СРСР і відновлення незалежності Вірменії, у республіці було утворено Котайкський марз, або Котайкську область, об'єднавши колишні Абовянський (з 1990 — Котайкский), Разданський і Наїрійський райони зниклої Вірменської РСР.

## Географія

### Топографічні відомості

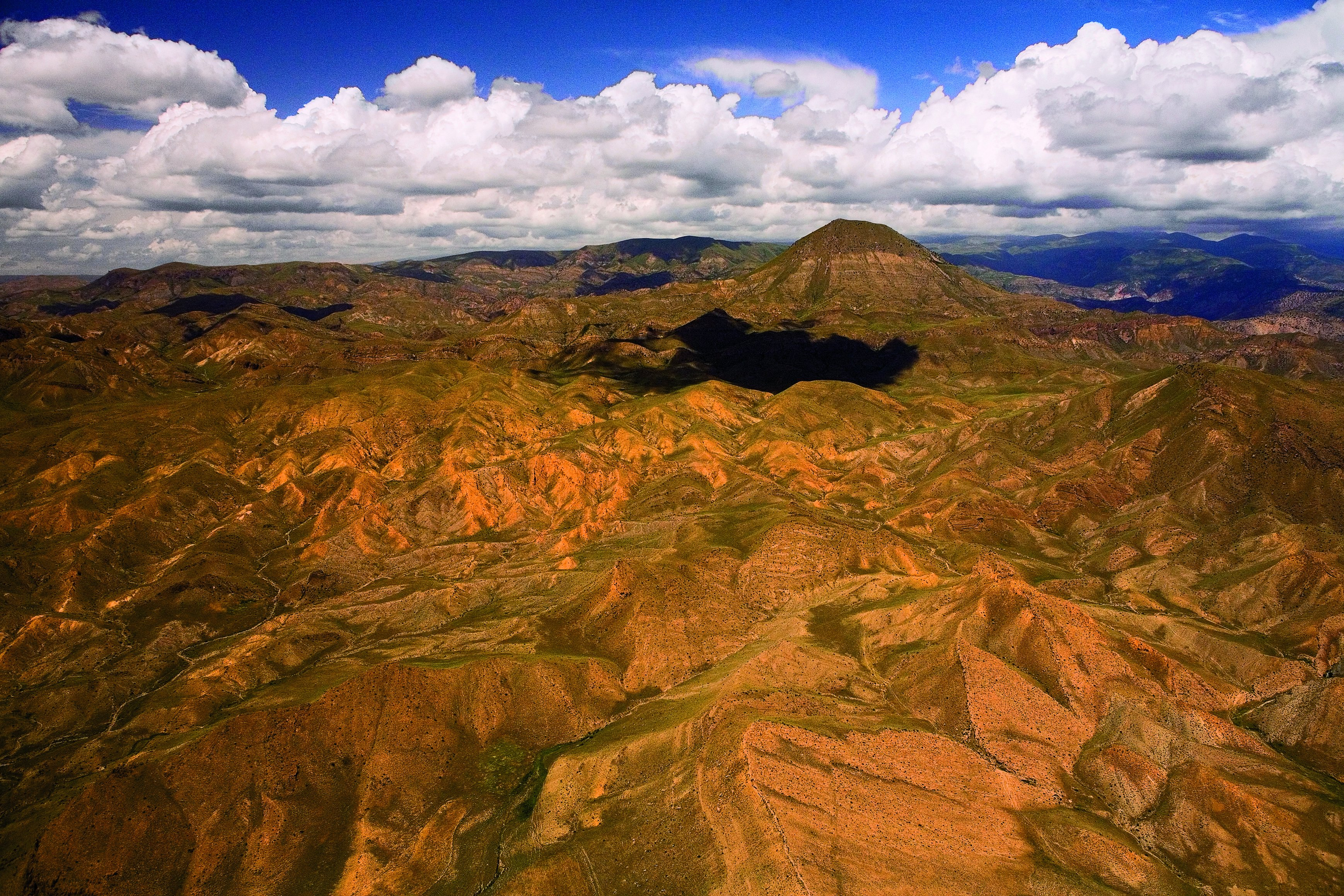
Загальний краєвид на Гегамські гори, убік озера Севан за обрієм

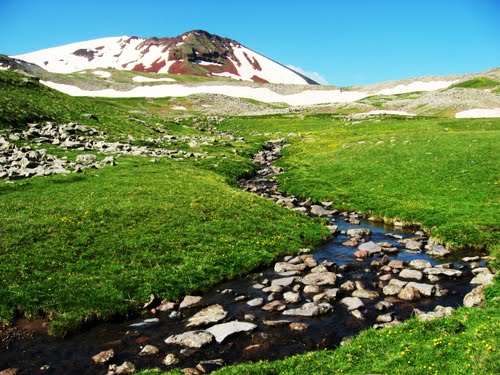
Конус згаслого вулкану Аждаак

Котайк займає центральне положення на території сучасної Республіки Вірменія. На сході межує з марзом Гегаркунік, на півночі і північному сході — з марзами Лорі і Тавуш, на півдні — з Араратським і столицею Єреван, та на всьому заході — з Арагацотнським марзом. Найдовша смуга кордону простягається із марзом Арагацотн, а найкоротша — із Тавушським. Місцина Котайка розташована на північному сході передгір'я Араратської улоговини, між річками Раздан й Азат, на Котайкському нагір'ї. На північному сході височіє Гегамський хребет (з найвищою горою Аждаак 3598 м заввишки) і Вогджабердський кряж, на заході тягнеться Разданська ущелина, на півдні височини Норк. У центральній частині Котайкського марзу, обабіч від Раздану, розкинулися Котайкське і Єгвардське нагір'я з пухких магматичних пород. У центральній частині знаходяться вершини Гутанасар, Ара і Хатіс.
Рівнинами області є Єгвардська рівнина (розташована на висоті 1200–1300 метрів над рівнем моря) і Разданське плоскогір'я (1700–1800 метрів н.р.м.). Найвища точка марзу — згаслий вулкан Аждаак 3598 метрів заввишки, через який також пролягає границя марзів Котайкського і Гегаркунікського марзів. Рельєф слабохвилястий, місцями височіють пагорби та шлакові конуси. Землі покриті лавами і туфами, вивергнутими давніми вулканами Гегамського хребта, які широкими щаблями простягаються від Вохчабердського кряжу до алювіальної долини річки Гетар.
На пологих та безлісих схилах є багато ярів і невеличких долин. На більшій частині місцевості ухил не перевищують 8°, тому є відносно зручними для господарських цілей. Рослинний покрив Котайкського марзу досить строкатий. Переважають гірські степи і буроземи, у високогір'ї — субальпійські гірські луки, чорноземи та буроземи. Вірменським високогір'ям властиві коричневі грунти і сухостепові ландшафти. На чорноземному покриві на схилах утворилися гірські степи. Вздовж підніжжя Цагкуняцького кряжу і лісами долини Мармарик поширені сіро-бурі грунти. Гірсько-лучний ландшафт притаманний високогірній смузі. У долинах річок є орні зрошувані землі. Високогір'ями широко поширені луки та літні пасовища. Природноландшафтні зони чітко означені.

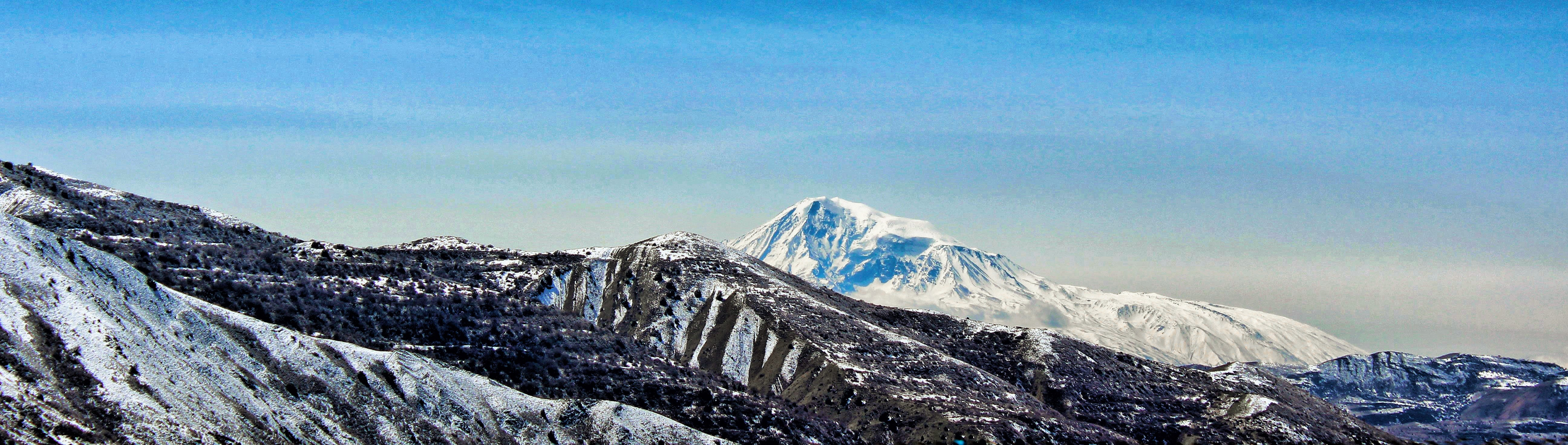
Краєвид гори Арарат з Котайкського марзу

### Гідрографія
Котайкський марз відрізняється великим багатством внутрішніх вод. Серед річок важливе значення для зрошення мають Раздан, Гетар й Азат, що разом належать до сточища Араксу. Літні пасовища зрошуються водами озера Акна (на висоті 3032 метри н.р.м.). Увібрана вулканічними породами вода виходить у вигляді джерел біля підніжжя гір, а також в ущелинах річок Раздан й Азат. Відомі джерела Карасунакан, Гарні й Арзну, води з яких досягають Єревану та використовуються для побутових і промислових потреб.
Околицями міських і сільських поселень Котайківщини є десятки озер, деякі з яких влітку пересихають, утім такі озера майже не мають господарського значення. Вони переважно використовуються для іригаційних цілей і мають вузьке місцеве значення. Водойми марзу використовуються для зрошення, енергетики, рибництва та лікування. Добре відомими водосховищами є Мармарикське й Агбюракське.
Підземні водні запаси Котайківщини розподілені нерівномірно, які, однак, мають велике значення у водному балансі області. Також у Котайківському марзі є кілька водоспадів. Найповноводнішим і найвищим з них є водоспад Хосров коло села Гогт, висота якого становить 8 метрів. Цей водоспад має важливе туристичне значення. Кількість боліт є досить малою. Щороку їх стає дедалі менше.

### Кліматичні умови

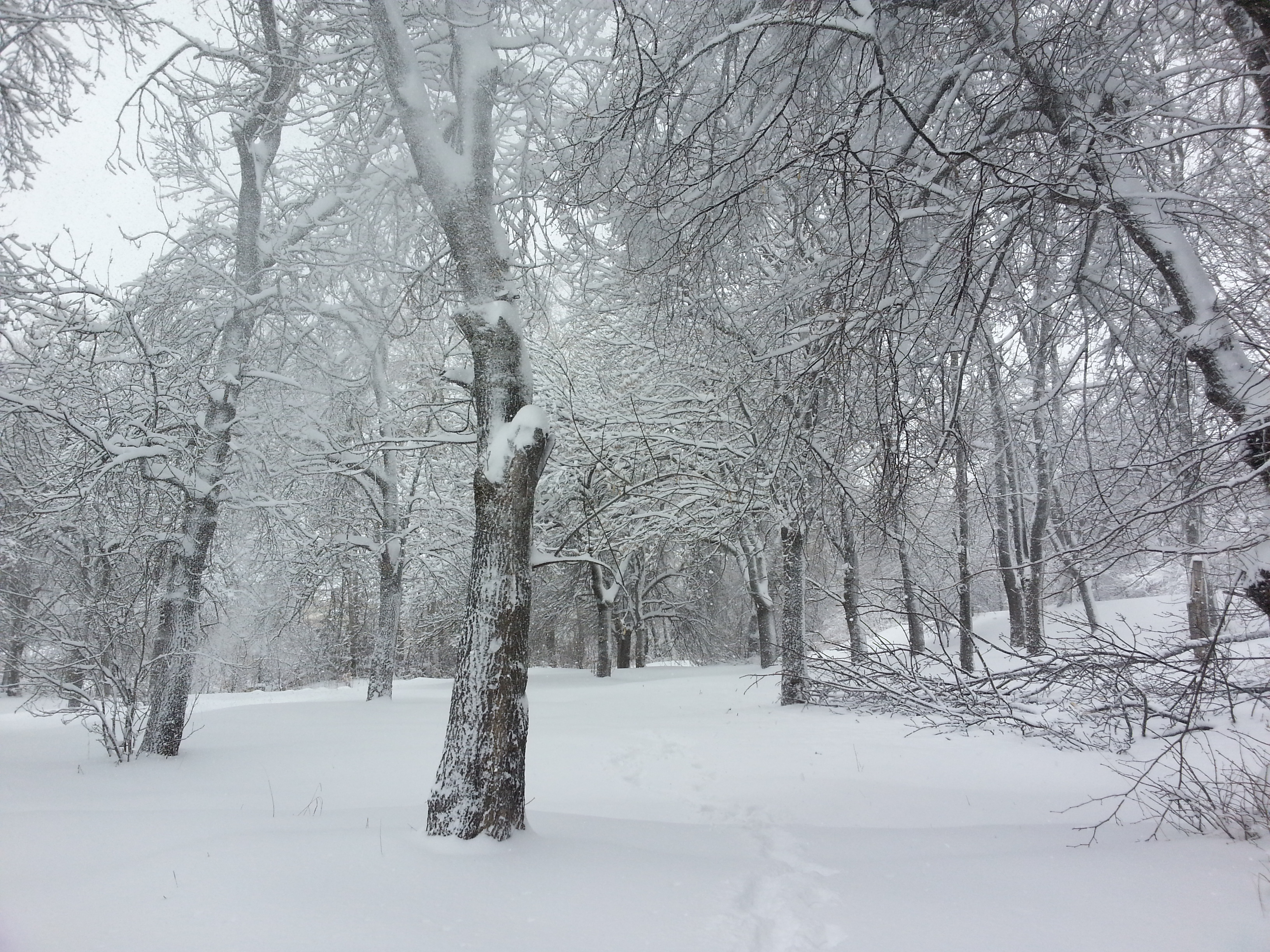
Засніжені дерева містом Цагкадзор

За класифікацією Кеппена клімат усієї Республіки Вірменія належить до жарко-літнього вологого континентального (Dfa). Клімат Котайківщини є зональним і різниться від спекотного посушливого до засніженого залежно від висоти над рівнем моря. Середньорічна температура повітря коливається від 10 до 2,5 °С.
Найтепліший місяць року — липень, а найхолодніший — січень. Середня температура січня в низинній місцевості Котайкського марзу становить 4,5–5 °C. У високогір'ї середня температура січня падає до понад −3,6 °С.
У тому ж високог'ї Котайківщини у найспекотніший місяць літа відзначено середню температуру у 8,7 °C. Погодні умови рівнинами зовсім інші: протягом літа відзначаються високі температури, особливо в містах Абовян і Раздан. Середня температура липня-серпня в низинах — 22,2 °С і вище.
Найнижчу температуру у Котайкському марзі та у Вірменії загалом відзначено на вершині гори Аждаак.
Річна кількість атмосферних опадів перевищує норму — 400–970 мм. Протягом року випадають дощі і град, а взимку — сніг. Безморозних днів у нижньому поясі області близько 200.
| Клімат Цагкадзору                             | Клімат Цагкадзору | Клімат Цагкадзору | Клімат Цагкадзору | Клімат Цагкадзору | Клімат Цагкадзору | Клімат Цагкадзору | Клімат Цагкадзору | Клімат Цагкадзору | Клімат Цагкадзору | Клімат Цагкадзору | Клімат Цагкадзору | Клімат Цагкадзору | Клімат Цагкадзору |
| Показник                                      | Січ.              | Лют.              | Бер.              | Квіт.             | Трав.             | Черв.             | Лип.              | Серп.             | Вер.              | Жовт.             | Лист.             | Груд.             | Рік               |
| Середній максимум, °C                         | −2,8              | −1,1              | 3,9               | 11,1              | 15,6              | 20,6              | 24,4              | 23,3              | 19,4              | 11,7              | 5                 | −0,6              | 10,9              |
| Середня температура, °C                       | −6,7              | −5                | −0,6              | 5,6               | 10                | 14,4              | 18,3              | 17,2              | 13,3              | 6,7               | 0,6               | −4,4              | 5,8               |
| Середній мінімум, °C                          | −10,6             | −9,4              | −5,6              | 0                 | 4,4               | 8,3               | 11,7              | 11,1              | 7,2               | 1,1               | −3,3              | −8,3              | 0,6               |
| Норма опадів, мм                              | 25                | 37                | 40                | 40                | 50                | 48                | 25                | 29                | 22                | 33                | 33                | 22                | 404               |
| Днів з опадами                                | 20                | 16                | 19                | 15                | 14                | 13                | 19                | 20                | 21                | 19                | 18                | 20                | 214               |
| Середньомісячна сонячна радіація, кДж/м²·день | 7,5               | 10,3              | 13,7              | 16,9              | 20,1              | 22,7              | 21,4              | 18,5              | 15,2              | 11,2              | 7,8               | 6,3               | 14,3              |
| --------------------------------------------- | ----------------- | ----------------- | ----------------- | ----------------- | ----------------- | ----------------- | ----------------- | ----------------- | ----------------- | ----------------- | ----------------- | ----------------- | ----------------- |
| Джерело: weatherbase.com                      |                   |                   |                   |                   |                   |                   |                   |                   |                   |                   |                   |                   |                   |

Котайкський марз, як і вся Вірменія, розташован на схід від Грінвічського меридіану, у четвертому часовому поясі. До 2011 року Вірменія переходила на літній і зимовий час: в останню неділю березня стрілки годинника переводилися на одну годину вперед, а в останню неділю жовтня зимовий час відновлювалося переведенням на годину назад. З 2012 року час став незмінним з внесенням поправок до відповідного закону Республіки Вірменія.

### Живий світ
Тваринний світ Котайкського марзу дещо бідний порівняно з рештою Вірменії. Котайкський край лежить на перехресті Іранської, Малоазійської та Понтійсько-Кавказької зон Середземноморського біогеографічного регіону, що безпосередньо визначило біорозмаїття Вірменії та сусідніх держав.
Фауна Котайкського марзу представлена переважно тваринами гірських степів. Різними місцинами краю водяться такі ссавці, як вовки, лисиці, рисі, куниці, борсуки, зайці тощо. Також великим є розмаїття видів змій. Котайківщиною водяться як безпечні, так і отруйні змії. Одним із основних представників місцевих плазунів є гадюка Радде, що мешкає гірським поясом. У цій географічній зоні також мешкає ряд птахів: альпійська галка, кавказький тетерук, степовий орел тощо.
Тваринний світ Котайкської області є суспільним надбанням та має велике значення для наукового, естетичного і пізнавального розвитку суспільства. Тварини, бувши важливим природним ресурсом і маючи важливе значення для господарської діяльності людини, водночас можуть бути шкідниками сільського господарства, переносниками певних інфекційних хвороб та паразитів, а також бути отруйними, становлячи небезпеку людині та іншим тваринам.

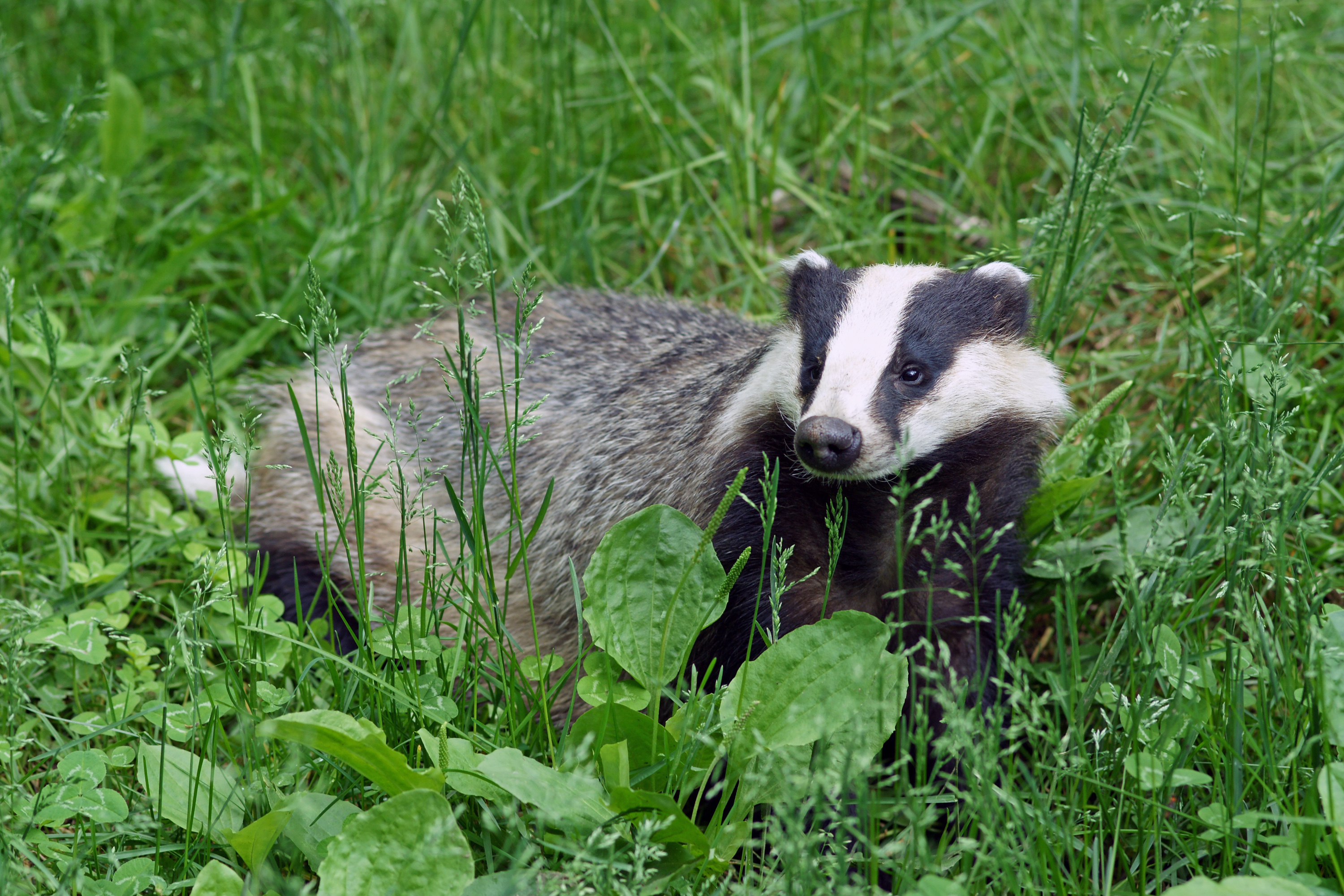
європейський борсук
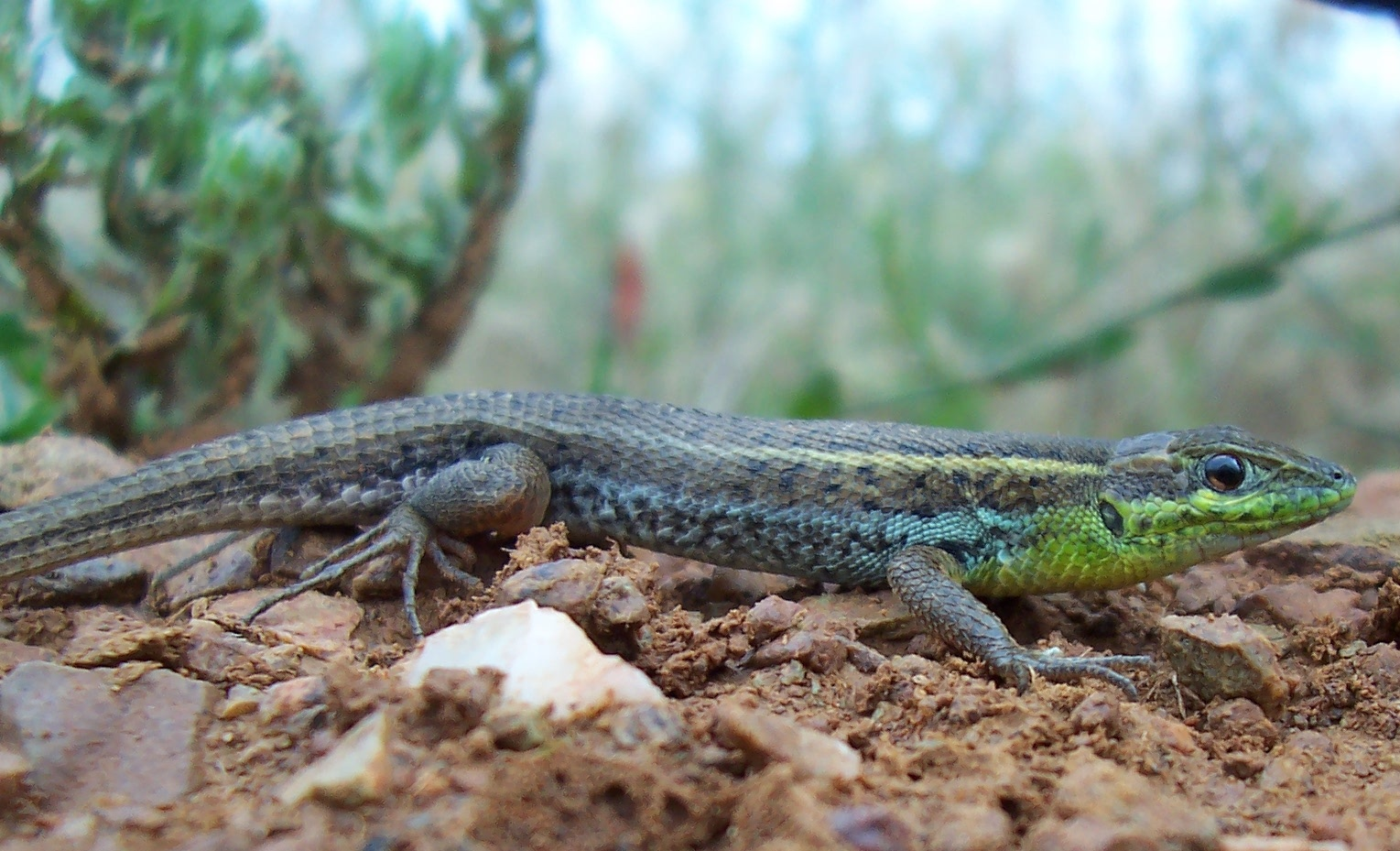
красива змієголовка
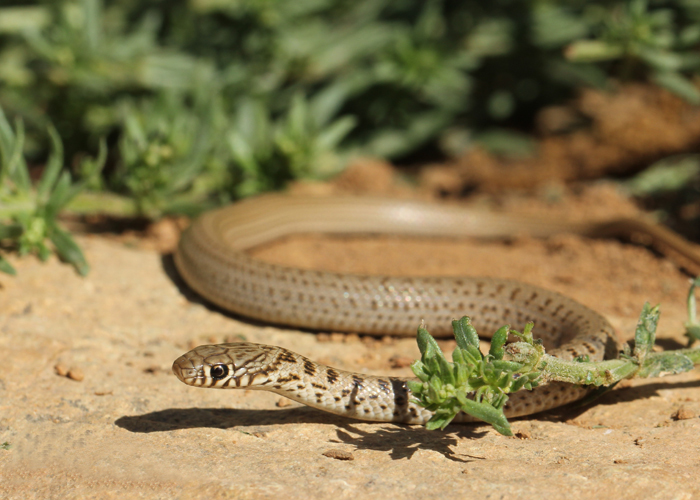
вірменський ейреніс
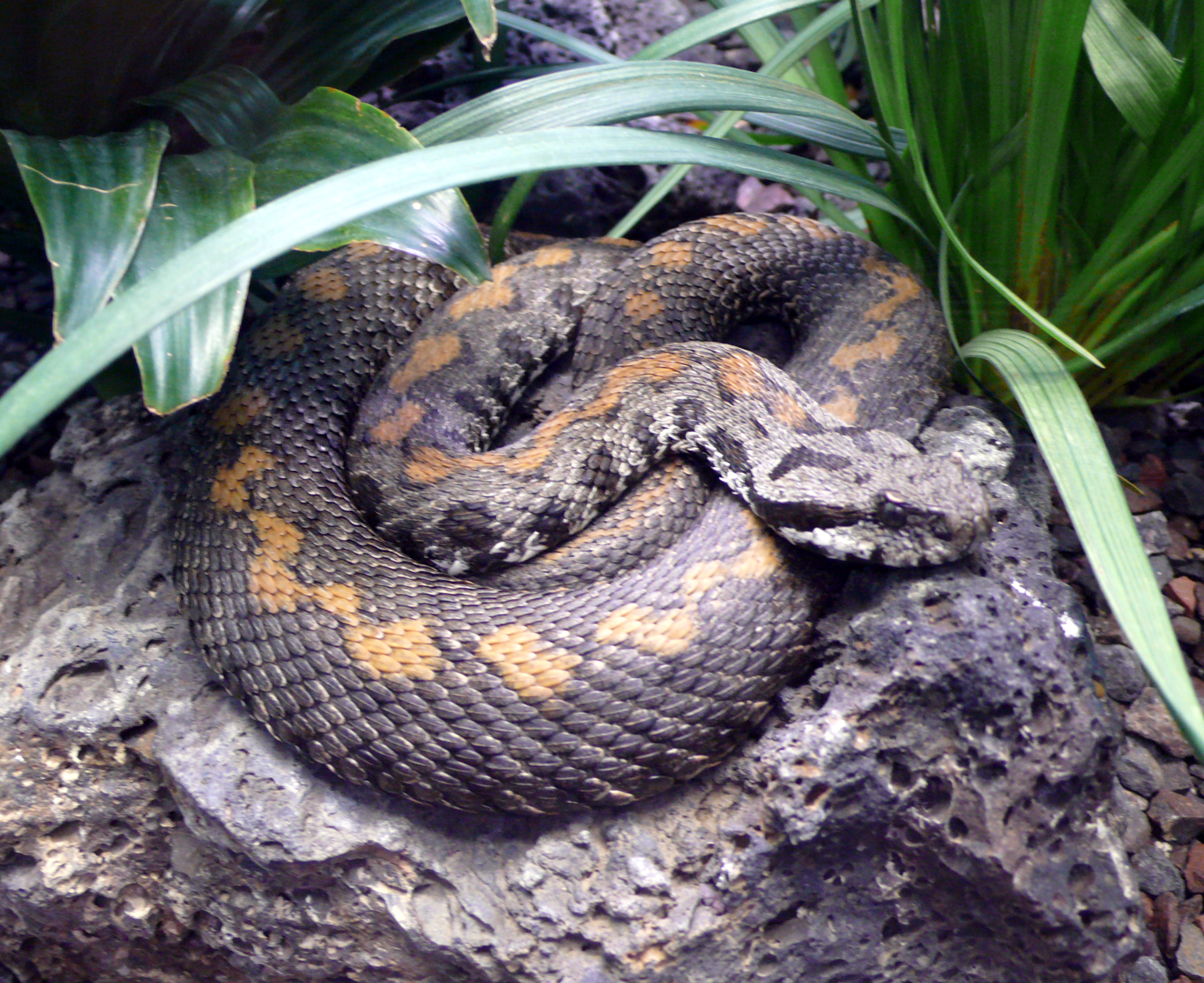
гадюка Радде
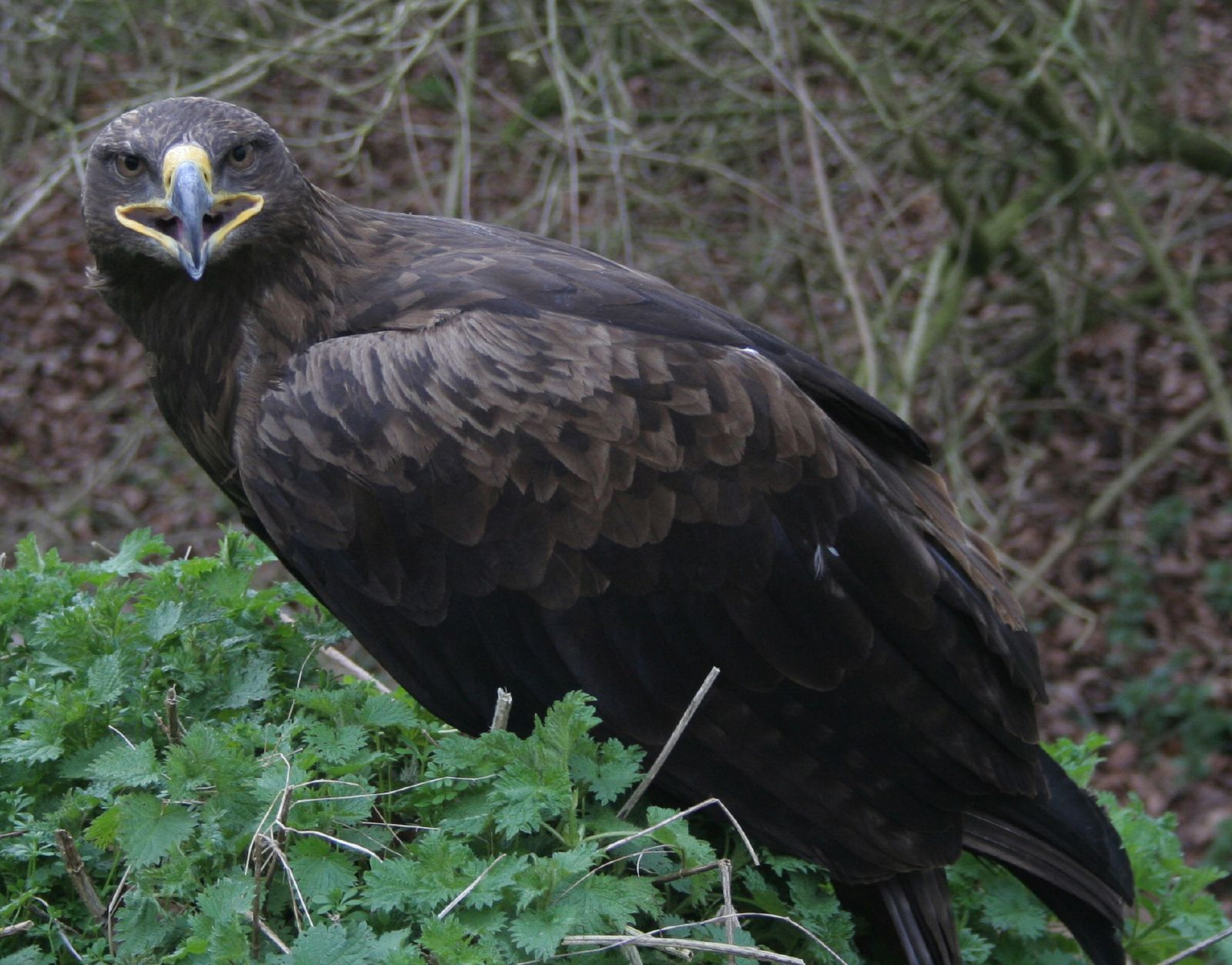
степовий орел
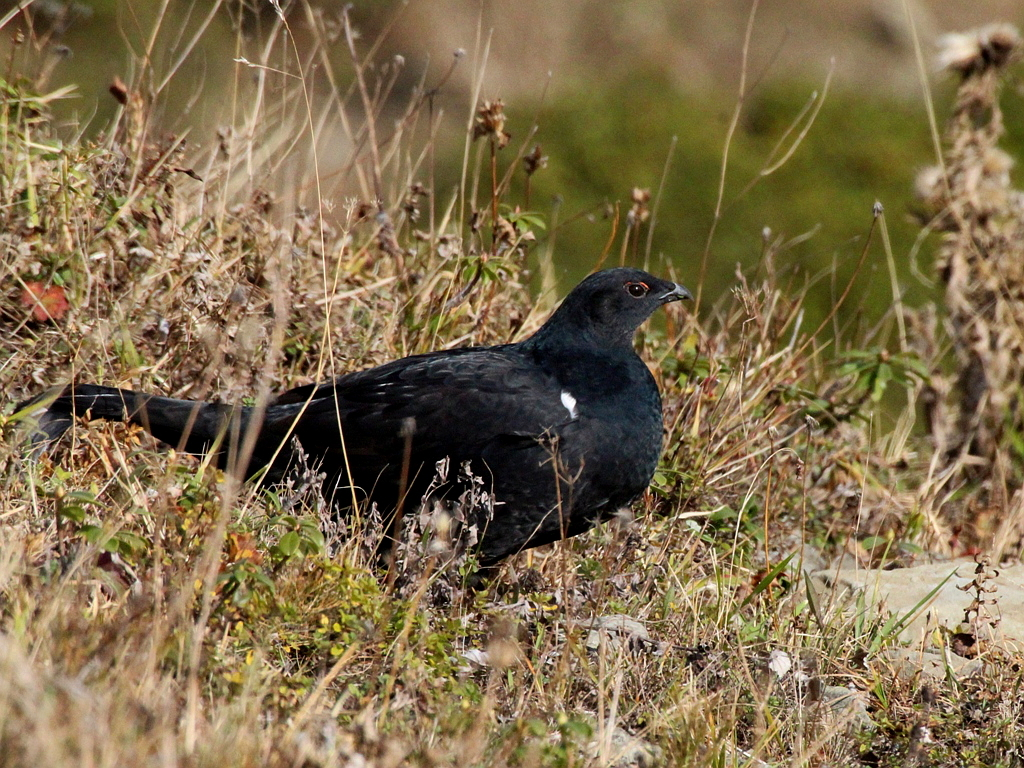
кавказький тетерук

Простори Котайкського марзу вкриті невеликою кількістю широколистих і мішаних лісів, а флора в цілому схожа на інші області Вірменії. Географічне поширення основних типів рослинності Котайківщини визначається висхідною поясністю. Тут ростуть бук, дуб, граб, сосна, липа, береза, в'яз, ясен тощо. У Котайкському марзі особливо поширені дикорослі родичі сільськогосподарських культур: пшениця, жито, ячмінь, овес, горох, буряк, та різні інші ягоди, зернові, кормові, городні рослини тощо.
Котайк є одним із країв Вірменії, де було виявлено викопні рослини. Ці знахідки відмічаються різноманітністю та великою кількістю рідкісного видового складу. Найдавнішими є відкладення верхньопермської доби віком близько 230 млн років. Також багаті комплекси викопних рослин відомі в олігоценових, неогенових та антропогенових відкладах. Великі скупчення скам'янілих діатомових водоростей (понад 200 видів) виявлено в пліоцен-антропогенових відкладах у Нурнуській крем'яній копальні.

## Управління та устрій

### Адміністративний поділ

Абовянський, Наїрійський і Разданський райони на карті Вірменської РСР

Котайкський марз включає межі колишніх Разданського, Абовянського і Наїрійського районів минулої Радянської Вірменії. Відповідно, сучасна Котайкський область складається з тих же трьох районів: Разданського, Абовянського і Наїрійського.
Центральним районом Котайка є Разданський, розташований у верхній і середній течії річки Раздан. Місто Чаренцаван, колишній промисловий велетень, також знаходиться в Разданському районі. Тут же знаходиться Цагкадзор, один із найбільших туристичних та курортних центрів Вірменії. Сільськими громадами є Алапарс, Агавнадзор, Арзакан, Артаваз, Бжні, Лернаніст, Кареніс, Анкаван, Мармарік, Меградзор, Солак, Джрарат, Кагсі та Фантан.
Абовянський район розташований між річками Азат та Раздан, з Котайкським нагір'ям посередині. У цьому районі знаходиться місто Абовян, що дав назву району, так і відносно молоде місто Бюрегаван. Сільські громади: Акунк, Аріндж, Арамус, Арзні, Балаовіт, Гегашен, Зар, Зовашен, Зовк, Катнагбюр, Камаріс, Капутан, Котайк, Хатіс, Дзорагбюр, Маяковскі, Нор-Гюг, Нурнус, Птгні, Джрабер, Джрвеж, Севаберд, Верін Птгні, Гарні, Гегадір, Гегард, Гогт, Хацаван, Вогджаберд.
Наїрійський район є найменшою складовою Котайського марзу. Географічно він пролягає між річками Касаг і Раздан, на Єгвардському нагір'ї. У цьому районі розташовані міста Єгвард та Нор-Хачн. За радянських часів місто Єгвард славилося як провідне місто з виробництва вина і коньяку, а Нор-Ачні відоме обробкою дорогоцінного каміння. Сільські громади: Арагюг, Аргел, Бужакан, Гетамедж, Зовуні, Зораван, Тегенік, Мргашен, Нор-Артамет, Нор-Гегі, Сараландж, Канакераван, Карашамб, Нор-Єрзнка, Прошян і Касах.

#### Міста

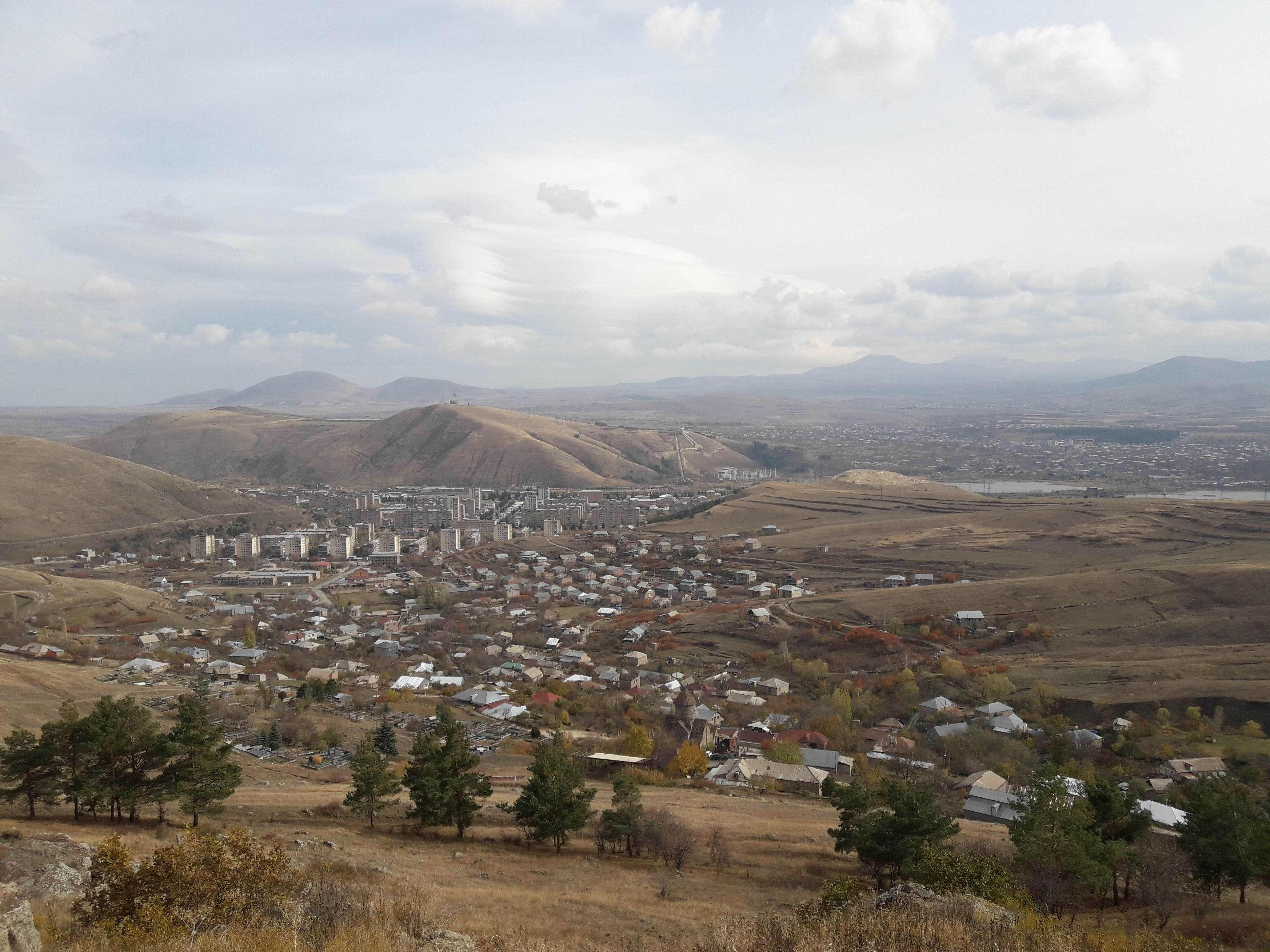
Раздан
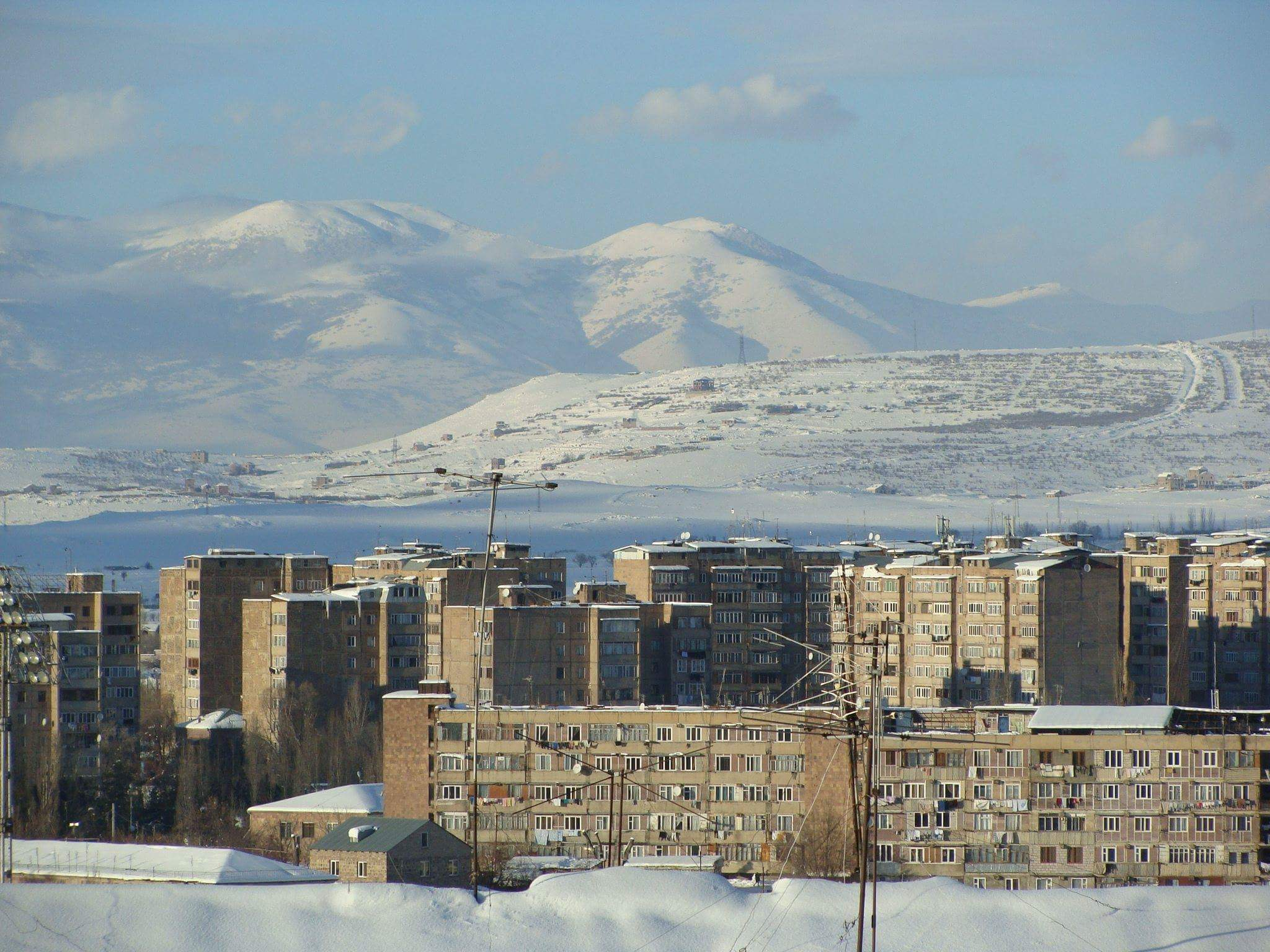
Абовян
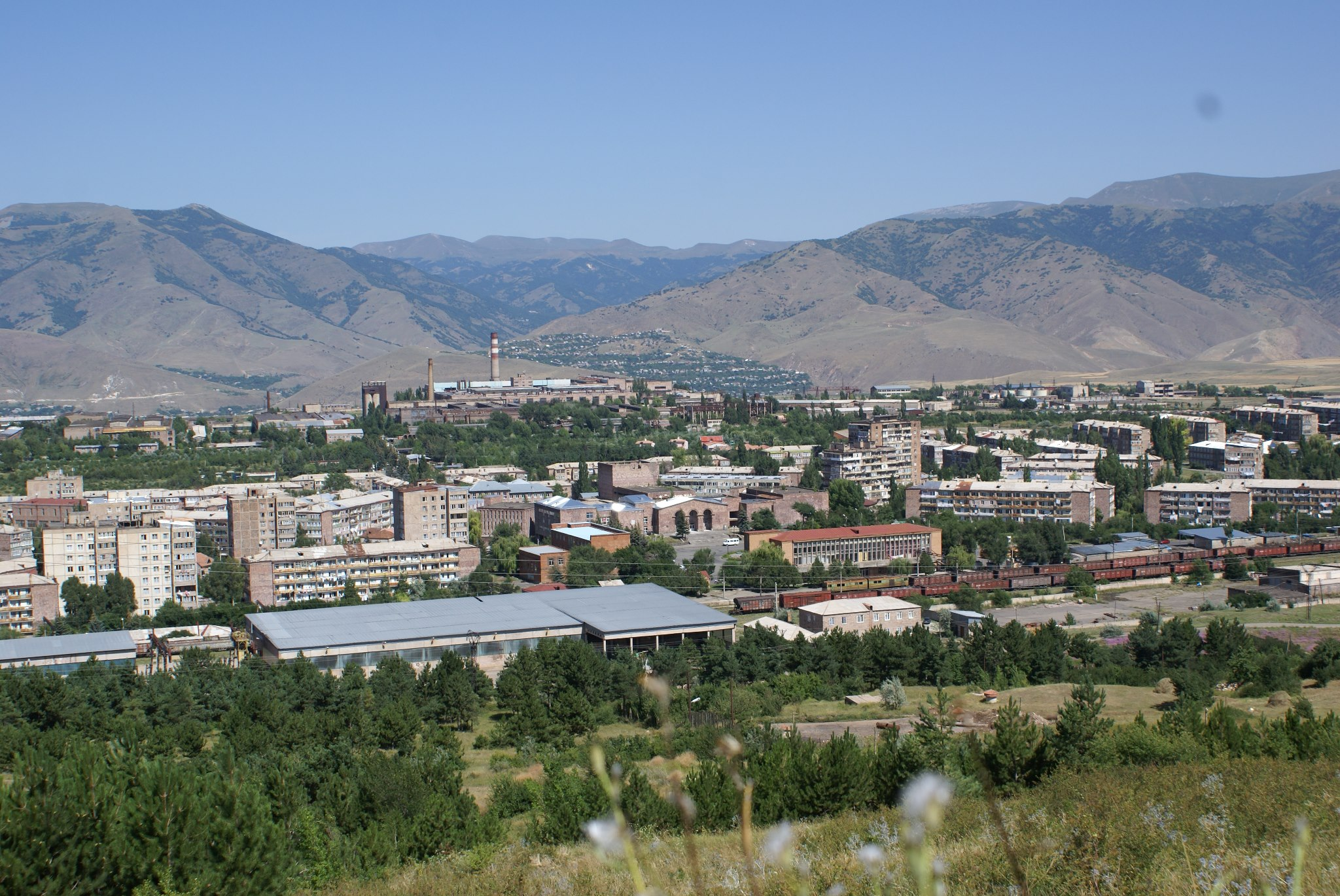
Чаренцаван
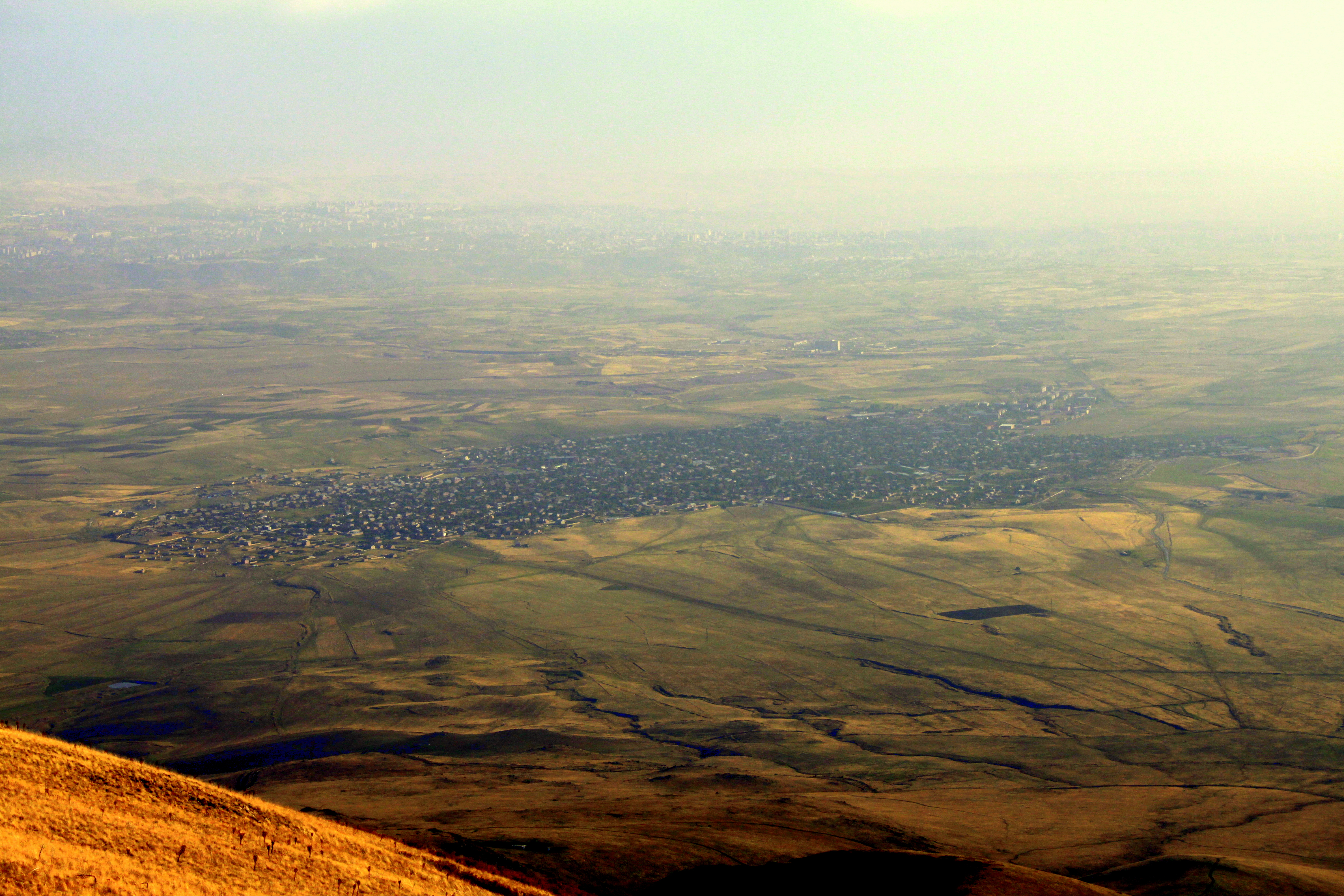
Єгвард
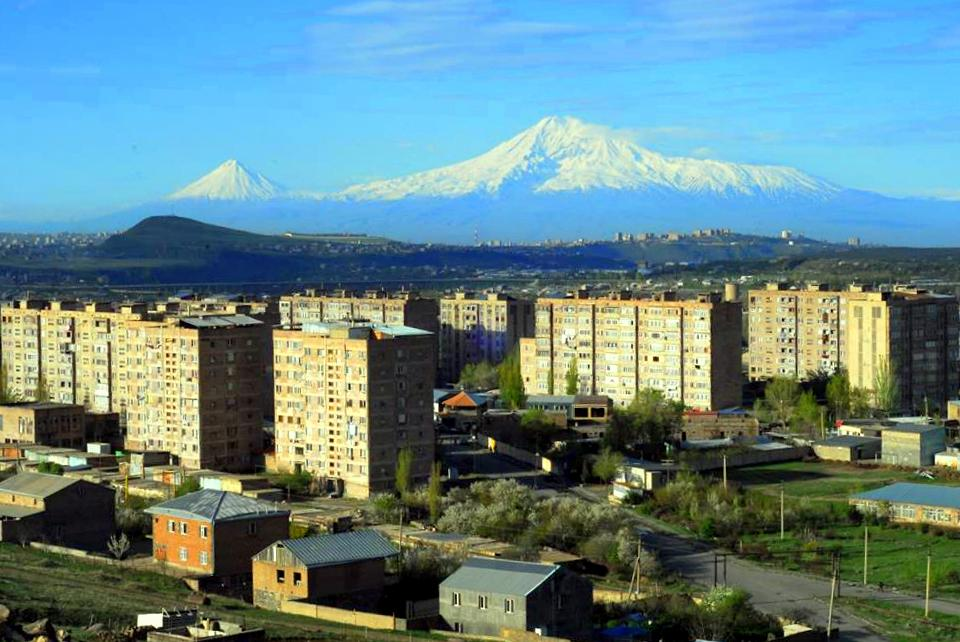
Бюрегаван
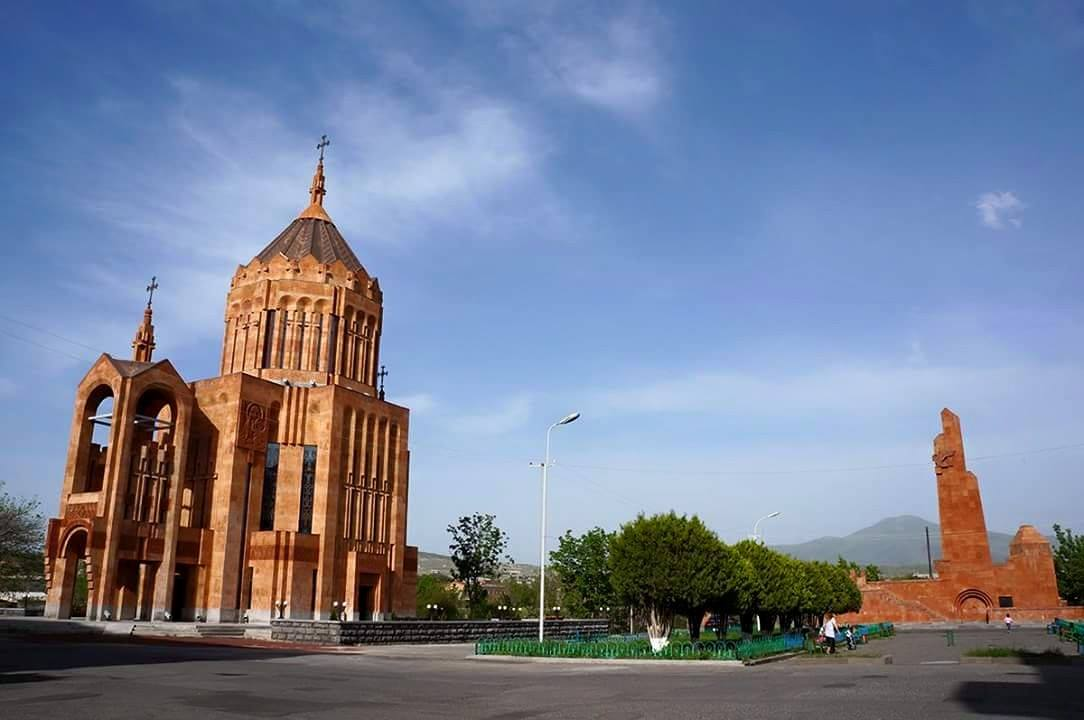
Нор-Хачн
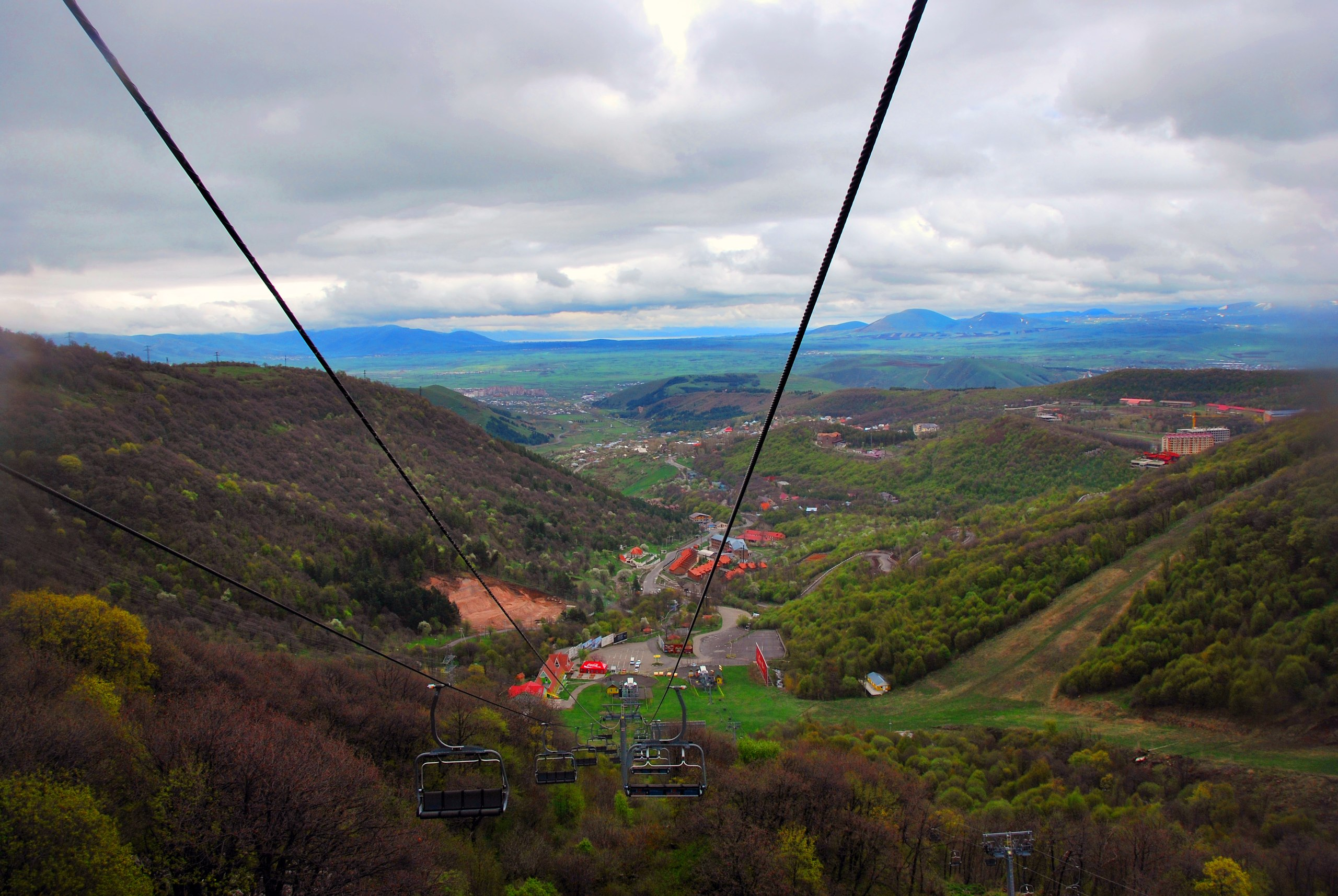
Цагкадзор

| Раздан              | 39 868 |
| Абовян              | 44 986 |
| Чаренцаван          | 20 349 |
| Єгвард              | 12 090 |
| Бюрегаван           | 9 088  |
| Нор-Хачн            | 9 199  |
| Цагкадзор           | 1 172  |
| Джерело: armstat.am |        |

Районним центром Котайкського марзу є місто Раздан. Інші міста: Абовян, Бюрегаван, Єгвард, Нор-Хачн, Чаренцаван, Цагкадзор.
Раздан є одним з найбільших міст Республіки Вірменія. До 1959 року воно називалося Неркін-Ахта (вірм. Ներքին Ախտա) та з цією назвою входило до Нор-Баязетської провінції Єреванської області царської Росії. 1995 року Раздан став обласним центром Котайкського марзу суверенної Вірменії. Місто складається з 3 основних районів: південного, центрального і північного. Основні промислові споруди міста зосереджені в північному промисловому вузлі. 1969 року було складено проєкт адміністративно-культурного центру Раздана.
Також у Котайкському марзі важливе значення має місто Абовян, яке безпосередньо примикає до міста Єреван. Вважається містом-супутником Єревану. Через місто Абовян проходить автомагістраль, що з'єднує Єреван із північним сходом республіки, сполучаючи столицю з Аштараком і Разданом, а також шосе, що ведуть до сіл області. Абовян розташований на перетині залізниці Єреван—Севан, гілка якої проходить крізь усю область. З цієї причини Абовян прозивають «північними воротами Єревана».
За радянських часів Абовян був найбільш швидкозростаючим містом республіки, важливим промисловим осередком.
За 12 км від столиці знаходиться місто Єгвард, яке є одним з головних церковних центрів Котайка. Серед молодих міст Котайкського марзу — Бюрегаван, Чаренцаван і Нор-Хачні.
Цагкадзор — найменше місто Котайка, але не останнє за значенням. Статус міста воно отримало лише в останнє десятиліття Ⅹ століття (відповідно до Указу Верховної Ради СРСР від 16 лютого 1984 року Цагкадзор було віднесено до категорії міст). Цагкадзор — гірський спортивно-туристичний курорт. Тут розташована спортивна база, канатна дорога протяжністю 6 км, що веде з міста на вершину гори Тегеніс, дитячий санаторій, будинки відпочинку та туристичні бази.
- Раздан
- Абовян
- Чаренцаван
- Єгвард
- Бюрегаван
- Нор-Хачн
- Цагкадзор

### Населення

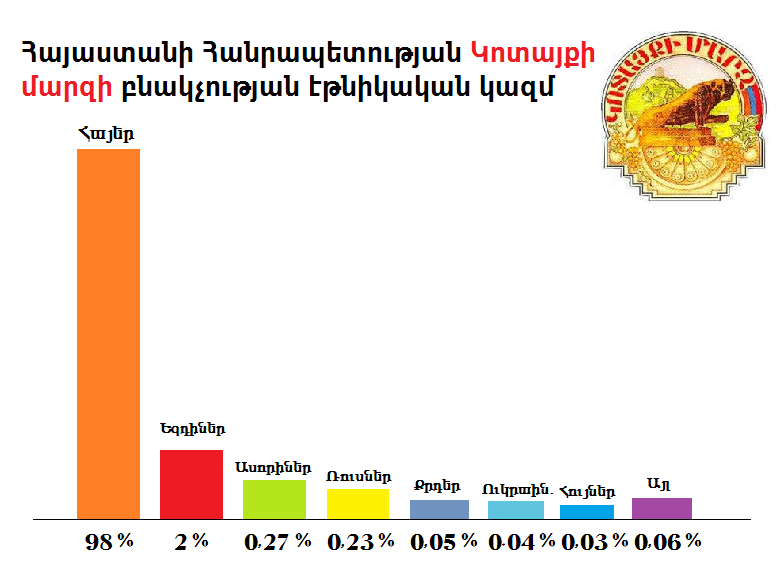
Етнічний склад населення марзу

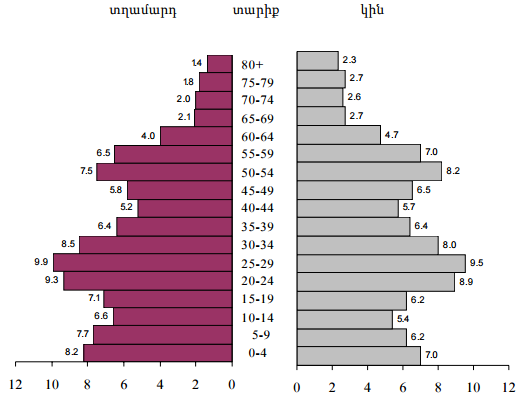
Статево-віковий склад населення (чоловіки — жінки)

За переписом 2011 року населення Котайкської області становило 254 397 осіб, а середня густота населення становила 121,14 осіб/км². У Вірменії Котайк за чисельністю населення і середньою густотою поступається тільки Армавірському і Араратському марзам, а також столиці Єревану. Котайкські землі є одним з найдавніших місць розселення і проживання людини. Перші люди оселилися тут у давнину, тисячі років тому. Сучасна картина населення області утворилася під впливом цілеспрямованого приросту населення.
У 1830-х роках люди мігрували з Перської Вірменії (з півдня) і Західної Вірменії та оселялися цим краєм. На початку 1950-х років до Армавірської області стала прибувати велика притока людей із Сакартвело, Азербайджану та інших регіонів Вірменії. Головним наслідком цього можно вважати поштовх до стрімкого розвитку галузей.
Внаслідок цього різко зросло населення низки міст радянської Вірменії. Тільки в одному тогочасному Раздані населення приросло до 53,7 тис. осіб. У радянські роки у цій адміністративній одиниці виділялися такі міста, як Абовян (47,3 тис. осіб), Чаренцаван (25,2 тис.), Єгвард (12,5 тис.), Нор-Хачн (10,4 тис.), Бюрегаван (8000 осіб).
Рівень урбанізації в Котайкському марзі трохи вищий за середній: 54 %. За цим показником Котайкський марз у республіці поступається Сюнікському, Лорійському та Ширакському марзам.
Селища, що входять до складу Котайкської області, є густонаселеними. В 11 із 62 сіл області проживає понад 3000 мешканців, що більше, ніж в Цагкадзорі, який має статус міста. Серед найбільших і найвідоміших сіл є Гарні (7200 осіб), Джрвежі (7200 осіб), Нор-Гегі (6200 осіб), Зовуні (5500 осіб), Касах (5300 осіб), Аріндж (5200 осіб) і Прошян (5200 осіб).
Етнічний склад населення різноманітний. Основні жителі — вірмени, які сповідують християнство (Вірменська апостольська церква). За даними на 2011 рік, у Котайкському марзі проживає 249 508 вірмен, які становлять переважну більшість населення всього марзу, а саме 98,08 %. У селах також проживають єзиди (3211 осіб), ассирійці (676 осіб), москвини (590 осіб), курди (94 осіб), українці (93 особи), понтійські греки (70 осіб) та інші.

### Охорона здоров'я

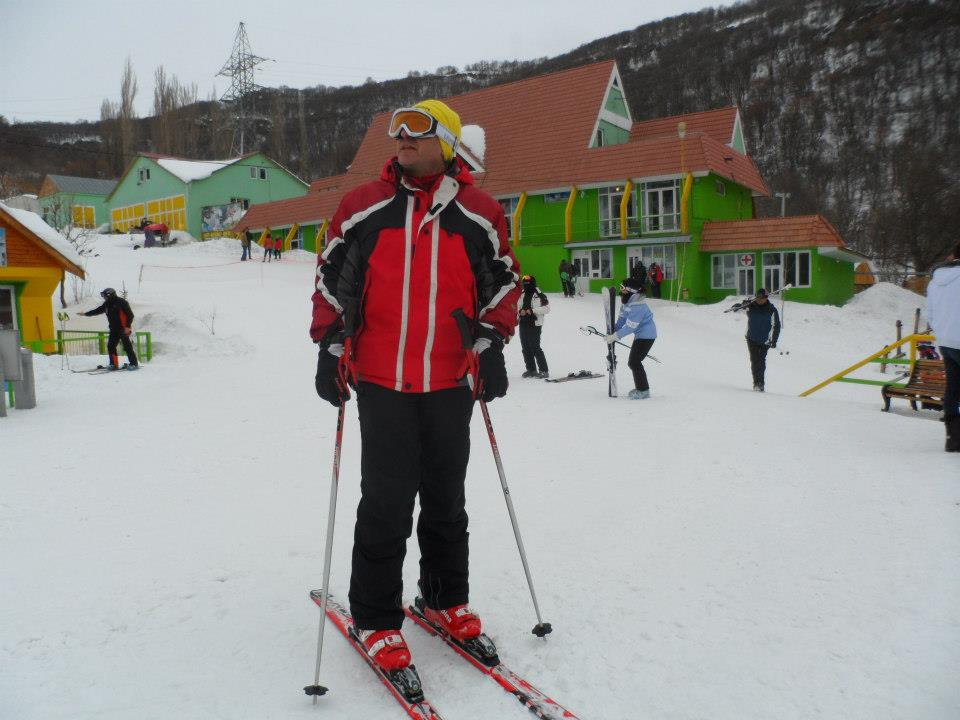
Цагкадзорський гірськолижний курорт

Станом на 1973 рік у Котайкському марзі діяло 6 лікарень (на 315 ліжок), 38 фельдшерсько-акушерських пунктів та сільських амбулаторій, 3 аптеки.
Сектор охорони здоров'я має велике значення у соціально-економічному розвитку Котайського марзу. У поприщі охорони здоров'я первинна медико-санітарна допомога є першочерговою. На програмному рівні особливо важливими є охорона здоров'я матері і дитини, усучаснення дитячих лікарень та служб швидкої допомоги, а також профілактика інфекційних і неінфекційних захворювань.
За період 2000–2013 років в амбулаторно-поліклінічне кільце було вкладено близько 960,0 млн драмів, завдяки чому побудовано та капітально відремонтовано 23 центри первинної медико-санітарної допомоги, 140 лікарів і 161 медичних сестер пройшли спеціалізацію по сімейній медицині.
Все це зроблено завдяки кредитним програмам Світового банку. Для сільських поселень Котайкського марзу властиві переважно особи вікової категорії старше 60 років. Частка осіб, які належать до цієї вікової категорії, становить понад 12 %.
Згідно з офіційними даними 2013 року, в медичних закладах було надано медичних послуг на 2 млрд 340 млн 440 тис. драмів.

### Транспортна інфраструктура
Перебуваючи в центрі Вірменії (межуючи зі шістьма областями та Єреваном), Котайкська область набула важливого транспортного значення. Кількість транзитних шляхів на автошляхах області є значною.
Автомобільні дороги є важливою складовою транспортної системи Котайкської області. Вони мають велике значення у соціально-економічному розвитку регіону.
Серед транспортної інфраструктури переважним є автомобільний транспорт. Вони відповідають за 95 % перевезень у Котайкському марзі. Мережа котайкських доріг загального користування згруповано у три основні магістралі різного призначення. Їхня загальна довжина становить 579,48 км. Найбільше регіональних чи міських автомагістралей (256,1 км).
Виділяються автомагістралі національного значення протяжністю 267,2 км, а загальна протяжність доріг міждержавного сполучення становить 56,18 км.
38 маршрутів у межах області обслуговуються 12 транспортними товариствами. У 3-х котайкських селищних громадах також здійснюються внутрішньоселищні пасажирські перевезення (6-ма маршрутами). З міських та сільських громад Котайкського марзу до Єревану ходить 8 регулярних автобусних та мікроавтобусних маршрутів, а до інших марзів Вірменії — 1 регулярний автобусний маршрут міжобласного значення. Є пасажирський електропоїзд за напрямом Раздан—Єреван.
Через північний захід Котайкського марзу проходить 27-кілометрова ділянка залізниці Єреван—Севан, головна станція якої знаходиться у місті Абовян. Промислові центри розташовані поблизу залізниці або за 6-9 км від неї (Арзні, Нор-Хачн). Населені пункти пов'язані з обласним центром та Єреваном відносно розвиненою мережею магістральних доріг.
Мережа трубопровідного транспорту широко розвивається та не є централізованою. Розбудована переважно через гірську місцевість марзу.

### Водопостачання
Землі Котайкського марзу багаті природними водними ресурсами. Вони не тільки задовольняють, а й перевищують необхідний попит населення. Запаси питної води, якими розпоряджається населення Котайкського марзу, становлять 1929 л/сек. Вона, своєю чергою, становить 30 % усієї нявної питної води. Протяжність зовнішньої мережі господарсько-питного водопостачання становить 566,9 км. Протяжність внутрішньої (підземної) мережі становить 1280 км.
Закриті акціонерні товариства «Хайджрмугкоюгі» (вірм. «Հայջրմուղկոյուղի») та «Єреван-джур» (вірм. «Երևան-ջուր») відповідають за здійснення водопостачання міських та сільських населених пунктів області. Є 50 відкритих джерел, 16 глибоких свердловин, 13 насосних станцій, водосховища 60-денного регулювання, загальний обсяг котрих становить 174,9 тис. кубометрів.

## Культура

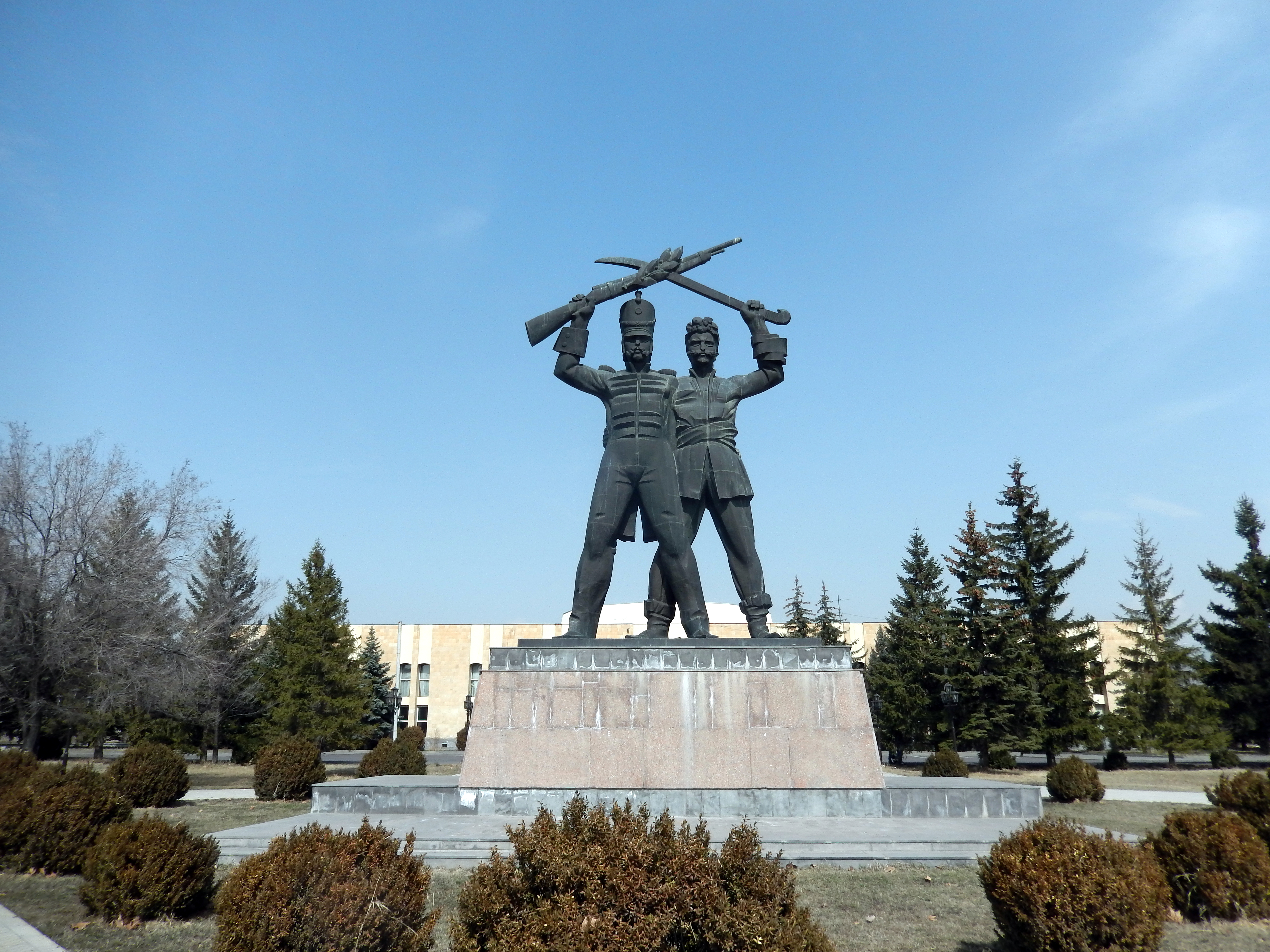
Меморіал до 150-річчя приєднання Вірменії до Російської імперії;
скульптор: Саргіс Багдасарян,
архітектор: С. Бархударян

На Котайківщині діє ряд культурних центрів: бібліотеки, музеї, театри тощо. В області працює 66 бібліотек: 14 з них є міськими, а решта 51 — сільські. Ще одна має статус обласної та є головною бібліотекою Котайського марзу. Примітною є громадська бібліотека міста Цагкадзор завдяки новітньому меблюванню, літературному надбанню та технологічному устаткуванню; статус громадської їй надали 2013 року.
Окрім бібліотек, у Котайкському марзі також є музеї та одна галерея, які перебувають у віданні Міністерства культури Республіки Вірменія. Серед таких є Разданський геологічний музей, Абовянський музей дружби вірменського і російського народів, Будинок-музей братів Орбелі у Цагкадзорі, Музей історії вірмен Кілікії у Нор-Хачні та історико-культурний музей-заповідник «Гарні».
Єдина картинна галерея марзу знаходиться в місті Раздан і є філією Національної галереї Вірменії (в Єревані).
У Котайкському марзі працює ряд будинків культури та шкіл мистецтв. Тут діють 23 професійні художні навчальні заклади. Серед них у марзі працюють 8 музичних, 13 митецьких, 2 образотворчі школи, в котрих навчається 3514 учнів і працює 427 викладачів. Серед відомих школ марзу виділяються музична школа імені Зареха Сахакянця, школа мистецтв імені Єрванда Кочара і школа образотворчого мистецтва імені Абовяна.

### Спорт

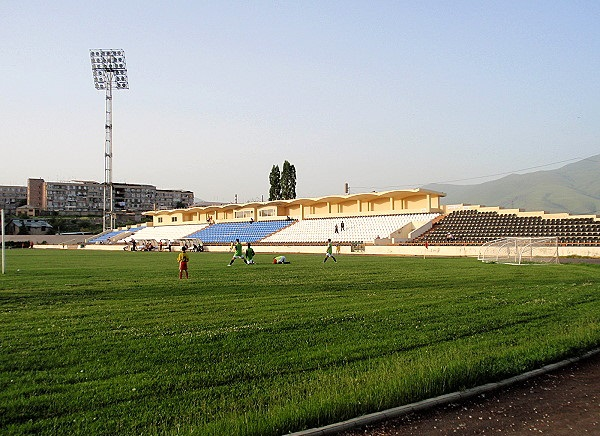
Міський стадіон (Абовян)

У спорті Котайкський марз посідає провідні позиції серед марзів Республіки Вірменія. Станом на 2016 рік, в Котайкській області діють 15 великих спортивних шкіл. У населених пунктах області діють 23 спортивні секції, в котрих осягают до 16 видів олімпійського спорту. У Котайкській області поширеними є самбо, дзюдо, вільна боротьба, армреслінг, бокс, шахи, легка атлетика, футбол, шашки та лижварство. Також молодь займається волейболом, карате, фехтуванням та іншими видами спорту.
У спортивних школах області займаються близько 5400 спортсменів. Майже 5000 із них займаються в окремих чи позашкільних спортивних секціях загальноосвітніх шкіл.
Важливим стимулом для розвитку спорту в області є курси фізичної культури з подальшим працевлаштуванням, що викладаються майже в усіх містах і селах. Ряд уродженців Котайківщини стали медалістами, змагаючись у різних видах спорту на міжнародній арені, а саме:
- Ріпсіме Хуршудян — вірменська важкоатлетка, бронзова призерка Літньої Олімпіади в Лондоні 2012 року, володарка медалі Мовсеса Хоренаці.
- Самвел Грігорян — срібний призер Всесвітніх студентських ігор з важкої атлетики.
- Вачік Варданян — чемпіон світу та Європи з самбо (2010, 2011), золотий призер.
- Абрахам Саркасян — лижник зимових Олімпійських ігор.
- Елен Грігорян — срібна призерка чемпіонату Європи з важкої атлетики.
- Армен Назарян[hy] — дзюдоїст, чемпіон і багаторазовий призер Європи, з 2005 року вірменський майстер спорту міжнародного рівня.
- Вахан Ходжоян — самбіст, чемпіон Європи (1999) та багаторазовий призер.

Головний футбольний клуб Котайкського марзу — «Котайк» у місті Абовян. Клуб заснований 1955 року та грає в національному чемпіонаті Вірменії. Домашнім стадіоном є абовянський стадіон «Котайк», де гравці клубу проводять тренування та домашні матчі. 2016 року клуб через фінансові труднощі був змушений припинити свої виступи в чемпіонаті.

### Освіта
З падінням більшовицького режиму Котайкський марз став на шлях розвитку освіти. До того, наприклад, станом на 1973 рік у Котайкському марзі було 39 шкіл (зокрема 21 середньої освіти) з 18,1 тис. учнів, а також 13 ясел і дитячих садків (для близько 620 дітей).
Із відновленням незалежності по країні збільшується кількість шкіл: в усіх великих селах і містечках Котайківщини з'являється окрема школа, а в містах — кілька шкіл.
Станом на 2014 рік загальна кількість державних навчальних закладів області складала 105 закладів. Серед них є також одна спеціальна і приватна школи та два навчально-виховні комплекси.
Під опікою Міністерства освіти і науки Республіки Вірменія діють 11 середніх шкіл та Абовянський навчально-виховний комплекс. Наїрійська недержавна загальноосвітня школа — єдина недержавна освітня установа такого типу у Котайкському марзі. Примітним є військово-навчальний комплекс «Покр Мхер» («Փոքր Մհեր»), який також є школою-інтернатом.
У зв'язку зі зростанням народжуваності у Вірменії збільшилася кількість учнів, які відвідують перший клас у регіоні. Так, якщо у 2010–2011 та 2011–2012 навчальних роках перші класи загальноосвітніх закладів області відвідували близько 3300 дітей, то у 2012–2013 навчальному році їх було 3375, а у 2013–2014 навчальному році — 3620.

## Найвизначніші пам'ятки
- Гарні — єдиний на території СНД язичницький храм, який зберігся повністю. Має елліністичний стиль
- Монастир Гегард — стародавній монастир, розташований у скелі. Входить у перелік об'єктів Всесвітньої спадщини ЮНЕСКО
- Гарнійська ущелина — входить у перелік об'єктів Всесвітньої спадщини ЮНЕСКО
- Цагкадзор — відомий гірськолижний курорт
- Аждаак (вулкан) — згаслий вулкан (3597 м), на вершині якого розташоване озеро